# Stadtschwarzach
Stadtschwarzach ist ein Ortsteil des Marktes Schwarzach am Main im unterfränkischen Landkreis Kitzingen in Bayern. Stadtschwarzach war bis zum Zusammenschluss mit fünf weiteren Orten in den 1970er Jahren eine selbstständige Gemeinde. Gegründet wurde die Siedlung wohl als Planstadt im 13. Jahrhundert und besaß bis ins Jahr 1818 das Stadtrecht. Eng verbunden ist Stadtschwarzach mit dem benachbarten Münsterschwarzach und seinem Kloster, dessen Äbte zeitweise die Herrschaft über Stadtschwarzach innehatten.
Heute bildet Stadtschwarzach als einwohnerreichstes Dorf der Gemeinde den inoffiziellen Hauptort von Schwarzach am Main, wo sich Dienstleistungsunternehmen ansiedelten. Der Tourismus spielt eine nur untergeordnete Rolle, weil die reiche Geschichte des Ortes im Stadtbild nicht mehr ablesbar ist. Stattdessen hat sich Stadtschwarzach zu einem Verkehrsknotenpunkt im nördlichen Landkreis Kitzingen entwickelt, der mit den Nachbarorten Münsterschwarzach und Gerlachshausen zusammengewachsen ist.

## Geografische Lage

### Geografie und naturräumliche Lage
Stadtschwarzach liegt im Süden des Schwarzacher Gemeindegebietes. Im Norden ist Münsterschwarzach zu finden. Gerlachshausen, Münsterschwarzach und Stadtschwarzach bilden als zusammenhängende Siedlungsfläche das Zentrum der Gemeinde, das sich als breiter Streifen parallel zum Mainufer zieht. Weiter im Osten liegt Düllstadt, das ebenfalls zur Gemeinde Schwarzach am Main gehört. Der Süden wird von der Gemarkung des Kleinlangheimer Ortsteils Haidt eingenommen, der Weiler Stephansberg liegt Stadtschwarzach am nächsten. Südsüdwestlich schließt mit Hörblach wiederum ein Schwarzacher Ortsteil an. Auf der rechten Mainseite liegt dagegen Schwarzach-Schwarzenau.
Nächstgelegene, größere Städte sind Volkach, mit einer Distanz von etwa 7 Kilometern, und Kitzingen, das ungefähr 8 Kilometer entfernt ist. Die nächste Großstadt ist das etwa 22 Kilometer entfernte Würzburg.

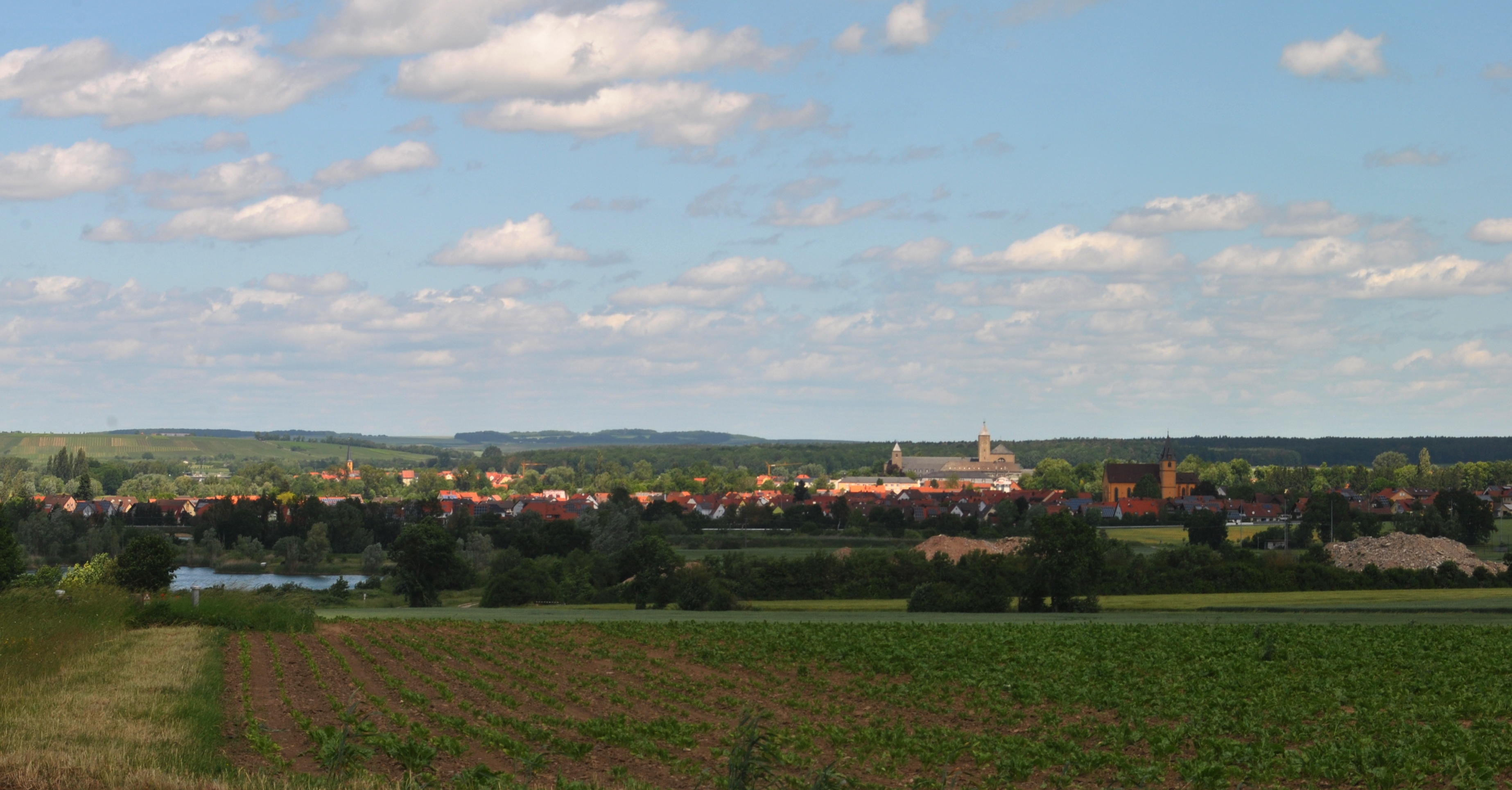
Die Schwarzacher Talweitung: Stadtschwarzach im Vordergrund

Naturräumlich liegt Stadtschwarzach in der sogenannten Schwarzacher Talweitung (auch Schwarzacher Becken). Der Abschnitt des Mittleren Maintals ist Teil der Mainfränkischen Platten und zeichnet sich durch seine direkt an den Main anschließenden flachen Abschnitte aus. Hier münden drei Bäche mit ursprünglich nahezu gleicher Schüttung im Abstand von nur etwa 250 m in den Main, die flache Schwemmfächer vor sich her schieben. Die Talweitung ist auch wegen ihrer fruchtbaren Böden dicht besiedelt.
Der Ortsteil liegt in der Maingauklimazone, die zu den trockensten und wärmsten Klimazonen in Deutschland zählt. Das erklärt auch den Weinbau in der Umgebung von Stadtschwarzach. Geologisch überwiegen auf der Ostseite des Maines bereits Keupergesteine, die eigentlich besonders typisch für das sogenannte Steigerwaldvorland weiter östlich sind. Daneben ragen auch Flugsandgebiete in die Gemarkung, die vermehrt weiter im Süden um Albertshofen zu finden sind.
Hydrologisch wird Stadtschwarzach vom Main dominiert, wenn die Siedlung auch bis in die 1970er Jahre mit ihrer Gemarkung keinen Zugang zum Fluss besaß. Der Main fließt im Westen in etwa 1 Kilometer Entfernung vorbei. Besonders bedeutsam für die Stadt sind die zwei Bäche Silberbach und Schwarzach, die im Norden in Richtung Main fließen. Der Silberbach begleitet im Norden noch heute die ehemalige Stadtschwarzacher Befestigung und speiste den Stadtgraben mit Wasser. Daneben bildet der Wenzelbach im Süden heute die Gemeindegrenze zu Kleinlangheim.

### Ortsgliederung
Noch immer wird die bebaute Fläche von Stadtschwarzach von der ehemaligen, mittelalterlichen Altstadt dominiert. Sie war als Dreitorestadt nach Norden in Richtung Münsterschwarzach/Kloster, nach Südosten in Richtung Düllstadt/Bamberg und Südwesten in Richtung Hörblach/Würzburg ausgerichtet. Noch in der ersten Hälfte des 19. Jahrhunderts war lediglich die Fläche der alten Stadt bebaut und die Strukturen noch im Gelände ablesbar. Der Friedhof der Gemeinde ist innerhalb der ehemaligen Stadtmauern im Süden der Altstadt zu finden.
Erst im 20. Jahrhundert begann die planmäßige Ausweisung von Neubaugebieten. Insbesondere entlang der Ausfallstraßen im Südosten und Südwesten entstanden solche Gebiete. Die Nähe zur Bundesstraße 22 führte in der zweiten Hälfte des 20. Jahrhunderts auch zur Ansiedlung mehrerer Industriebetriebe, für die ein Industriegebiet im Süden des Silberbaches weiter östlich der bebauten Fläche ausgewiesen wurde. Die Bundesstraße bildet noch heute die südliche Begrenzung der Bebauung.
Seit 1973 befindet sich die Kläranlage für die Gemeinde Schwarzach am Main in der Nähe des Mains auf Stadtschwarzacher Gemarkung an der Staatsstraße 2450. Zwischen Münsterschwarzach und Stadtschwarzach ist auch die Verbandsschule Schwarzacher Becken zu finden, die 1962 gegründet wurde. Mehrere kleine Seen sind zwischen Stadtschwarzach und dem Schulareal zu finden. An der Kolpingstraße im Süden des bebauten Areals wurde ein großer Sportplatz für die örtlichen Vereine angelegt.

## Geschichte

### Vor- und Frühgeschichte
Das Schwarzacher Becken besitzt eine lange Siedlungsgeschichte, die bereits bis in das Paläolithikum reicht. Allerdings gilt dies nicht für Stadtschwarzach selbst, da Funde nur in den umliegenden Gemarkungen der anderen Schwarzacher Ortsteile gemacht wurden. Vor 4000 Jahren siedelten Schnurkeramiker der Jungsteinzeit in der Umgebung von Schwarzenau. Die Urnenfelderzeit ist mit mehreren Funden um Hörblach vertreten.
Aus der älteren Eisenzeit haben sich wiederum um Schwarzenau Trennwandschalen der Hallstattmenschen aus der Zeit zwischen 800 und 500 vor Christus erhalten, die heute im Museum für Franken zu sehen sind. Ihre Grabbeigaben waren noch aus Bronze geschaffen. Um Gerlachshausen wurden Gräber der La-Tène-Zeit identifiziert. Der keltische Stamm der Bojer errichtete um die Zeitenwende herum in Schwarzenau eine dauerhafte Siedlung. Zugleich konnten auch auf der anderen Mainseite keltische Funde gemacht werden.
Anschließend war das Becken von Alemannen besiedelt, die bis um 260 nach Christus verschwanden. Sie machten den Burgunden Platz, die bis ins 4. Jahrhundert zwischen Main und Schwarzach siedelten. Diese germanischen Stammesverbände etablierten auch den Namen Schwarzach für das Fließgewässer im Zentrum der Talweitung. Ab dem 5. Jahrhundert begannen fränkische Stämme von Westen kommend in das Gebiet vorzustoßen und verdrängten die etablierte Bevölkerung langsam.
Die Franken, die ab dem 8. Jahrhundert die Region gezielt kolonialisierten, brachten das Christentum an den Main mit. Sie gründeten auch viele neue Siedlungen, sodass die ältere Literatur mutmaßt, auch Stadtschwarzach sei eine solche Gründung gewesen. Die Stelle, an der sich das spätere Stadtschwarzach befindet, lag auf der Ostseite einer alten Furt, die sich zu einem wichtigen Mainübergang entwickelte. Zugleich bildete der Schwarzach-Bach auch die Grenze zwischen den beiden fränkischen Verwaltungsgebieten Volkfeld (im Norden) und Iffgau (im Süden).

### Früh- und Hochmittelalter
Über die erste Erwähnung von Schwarzach in den Quellen des Mittelalters gibt es in der Forschung unterschiedliche Meinungen. Die Ortsgeschichtsschreibung vermutet, dass Schwarzach zum ersten Mal im Jahr 844 in einer Urkunde Bischofs Gozbald von Würzburg genannt wurde. Seit dem 8. Jahrhundert soll das Frauenkloster Schwarzach auf dem „Kirchberg“ im Süden des heutigen Stadtareals gelegen haben. Später übernahmen Benediktiner aus dem Steigerwald die Niederlassung und verlegten sie an die Stelle des heutigen Münsterschwarzach.
Die Geschichtsschreibung des Klosters selbst, allen voran Franziskus Büll, geht davon aus, dass Frauen- wie Männerkloster bereits am Schwarzachbach wuchsen. Stadtschwarzach identifizierte er als hochmittelalterliche Planstadt aus der Stauferzeit und bringt mehrere Argumente für diese These vor. Die Quellenarmut über die Frühzeit der Siedlung kann Zufall sein; allerdings existieren auch keine archäologischen Funde, die an der Stelle der späteren Stadt ausgegraben wurden.
Daneben sorgte die Benennung Stadtschwarzach für Verwirrung. Die spätere Stadt erhielt ihren Namen nicht nach dem Silber- oder dem Castellbach, an dem sie liegt, sondern wurde nach dem übernächsten Mainzufluss Schwarzach benannt. Wahrscheinlicher ist deshalb eine Aufnahme des Namens des bereits existierenden, benachbarten Klosters. Hierfür spricht auch die kleine Gemarkungsgröße ohne Mainzugang (vor der Flurbereinigung), sodass vermutet werden kann, Stadtschwarzachs Gemarkung wurde aus den bereits bestehenden herausgetrennt.
Der planmäßige Grundriss und der seltsame Verlauf der Straßen durch den Ort sind weitere Hinweise auf eine geplante Gründung Stadtschwarzachs. Es ist davon auszugehen, dass der Ort als Handelsposten von den Mönchen von Münsterschwarzach auf Betreiben von Abt Herold gegründet wurde. Die neue Stadt, die 1228/1230 erstmals erwähnt wurde, nahm die Bediensteten des Klosters auf, die ursprünglich in der häufig von Hochwassern bedrohten Siedlung am Mannlehen westlich der Abtei siedelten.
Zwar liegt keine Stadterhebungsurkunde vor, aber die vielen Rechte, die der Abt von Münsterschwarzach in der Frühzeit in Stadtschwarzach auf sich vereinen konnte, geben Hinweise auf eine planvolle Ansiedlung unter seiner Aufsicht. So durften die Äbte in Stadtschwarzach zunächst den Schultheißen einsetzen, bestimmten Büttel, Zöllner und alle Amtspersonen außer dem Stadtvogt. Dafür erhielt die junge Stadt Marktrecht, eine Mauer, eigene Maße und eine Gerichtszent im Hochstift Würzburg.
Nichtsdestotrotz müssen auch die Grafen zu Castell Einfluss auf Stadtschwarzach gehabt haben. So verkaufte 1227 Ludwig zu Castell seine Güter und Rechte an den Bischof von Würzburg, ehe er zu einem Kreuzzug aufbrach. Dies führte zu Streitigkeiten mit den anderen Familienmitgliedern. Damit wurde die Stadt in die kriegerischen Auseinandersetzungen am Maindreieck zwischen den Würzburger Bischöfen und verschiedenen Adelsgeschlechtern gezogen. 1228 kam es zur (ersten) Schlacht von Schwarzach, bei der die Grafen unterlagen und die Stadt 1230 an den Bischof abtreten mussten. 1283 zerstörten sie Stadtschwarzach zusammen mit den Herren von Henneberg erneut.

### Spätmittelalter
Im Spätmittelalter waren die Streitigkeiten über die Zugehörigkeit von Stadtschwarzach beigelegt worden. Bischof, Kloster und die Grafen teilten sich die Stadtherrschaft. Castell hatte das Zentgericht von Würzburg zu Lehen erhalten, während die Äbte insbesondere auf die Pfarrei Stadtschwarzach bauten. Eine Pfarrkirche wurde 1326 erstmals erwähnt und stieg in der Mitte des 14. Jahrhunderts unabhängig von der älteren Klosterpfarrei zu einem eigenständigen Machtfaktor bis in den Steigerwald (Großbirkach) auf.
Die Bischöfe von Würzburg nutzten die Lage der Stadt an einem wichtigen Mainübergang zwischen Maindreieck und Steigerwaldvorland und begannen in Stadtschwarzach bereits im Hochmittelalter Münzen zu prägen. So hat sich in München ein Denar mit dem Bild des Bischofs Hermann I. von Lobdeburg aus der Frühzeit der Stadtwerdung erhalten. Wie lange die Münzstätte in Stadtschwarzach genutzt wurde, ist unklar. Stadtschwarzach lehnte sich 1400 gegen die Herrschaft des Bischofs auf, verlor aber als Mitglied des Elfstädtebundes in der Schlacht von Bergtheim gegen Gerhard von Schwarzburg und wurde in der Folgezeit häufig verpfändet.

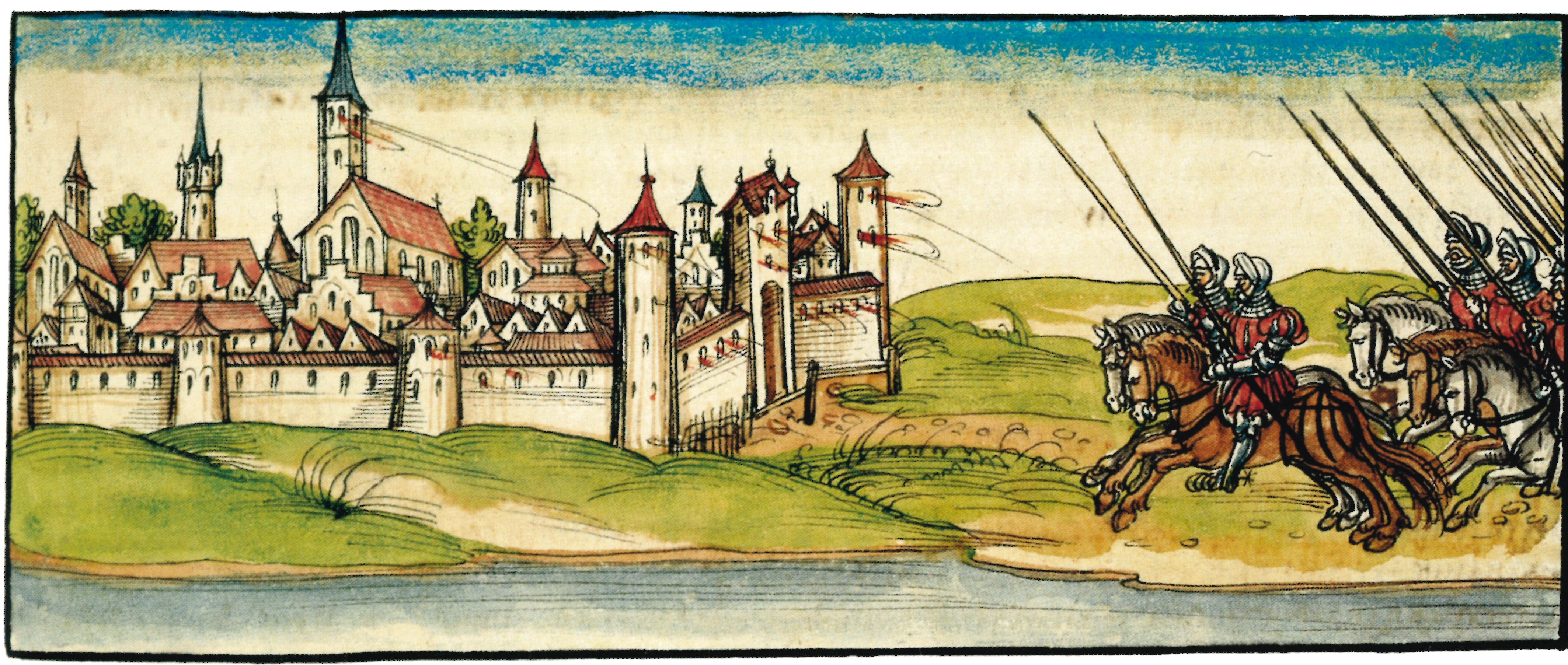
Der Überfall des Erkinger von Seinsheim in der Bischofschronik des Lorenz Fries

Zu Beginn des 15. Jahrhunderts war die Stadt an Lamprecht von Seckendorff verschrieben, der als Amtmann im Namen des Bischofs waltete. Seckendorff schuldete aber dem mächtigen Niederadeligen Erkinger von Seinsheim Geld. Seinsheim inszenierte 1430 einen Überfall auf die Stadt, wurde allerdings verraten und verlor viele seiner Männer in einem Gefecht. Bereits 1401 und 1409 war Stadtschwarzach von den Truppen Rothenburgs unter Heinrich Toppler und den Herren von Aufseß überfallen und teilweise niedergebrannt worden.
1454 erklärte Georg von Seinsheim zu Stephansberg der Stadt die Urfehde. Er trieb die Viehherde der Stadtschwarzacher in seine Burg. Daraufhin zerstörten die Bürger die damals existierende Vorstadt vor dem Hörblacher Tor, die den Seinsheimern zugehörig war. Im Jahr 1460 besetzten dann die Kitzinger Soldaten des Markgrafen von Ansbach unter Vogt Georg von Gebsattel die Stadt. Erst die zur Hilfe gerufenen würzburgischen Nachbarorte Volkach, Dettelbach, Düllstadt und Sommerach konnten die Angreifer vertreiben.
Trotz dieser vielen, kriegerischen Auseinandersetzungen im 15. Jahrhundert gelang es den Stadtschwarzachern ein neues Gotteshaus zu errichten, das am 3. Januar 1424 von Weihbischof Eberhard benediziert wurde. Am Chor der Kreuzkirche war allerdings erst 1475 zu bauen begonnen worden. Er wurde 1475 fertiggestellt. Im Jahr 1488 gründete man auch eine Kreuzbruderschaft in der Stadt, die lange Zeit das geistliche Leben prägte. Der geistliche Aufschwung ging mit der Etablierung einer Wallfahrt einher, die ein wundertätiges Gnadenbild der Muttergottes zum Ziel hatte.

### Frühe Neuzeit
Am Übergang zum 16. Jahrhundert waren die Abgaben, die die Stadtschwarzacher nach Würzburg zu entrichten hatten, so groß geworden, dass sich die Bürgerschaft beim Bischof beschwerte. Kurz darauf brach der Deutsche Bauernkrieg 1525 aus und die Stadtschwarzacher schlossen sich den Bauernhaufen an, um die verhassten Herrschaftssitze der Umgebung zu plündern. Sie zündeten das Kloster Münsterschwarzach an, brannten auch das Schloss Stephansberg nieder und beteiligten sich bei der Belagerung der Festung Marienberg. Nach der Niederschlagung des Aufstandes wurden drei Rädelsführer auf dem Stadtschwarzacher Marktplatz hingerichtet.

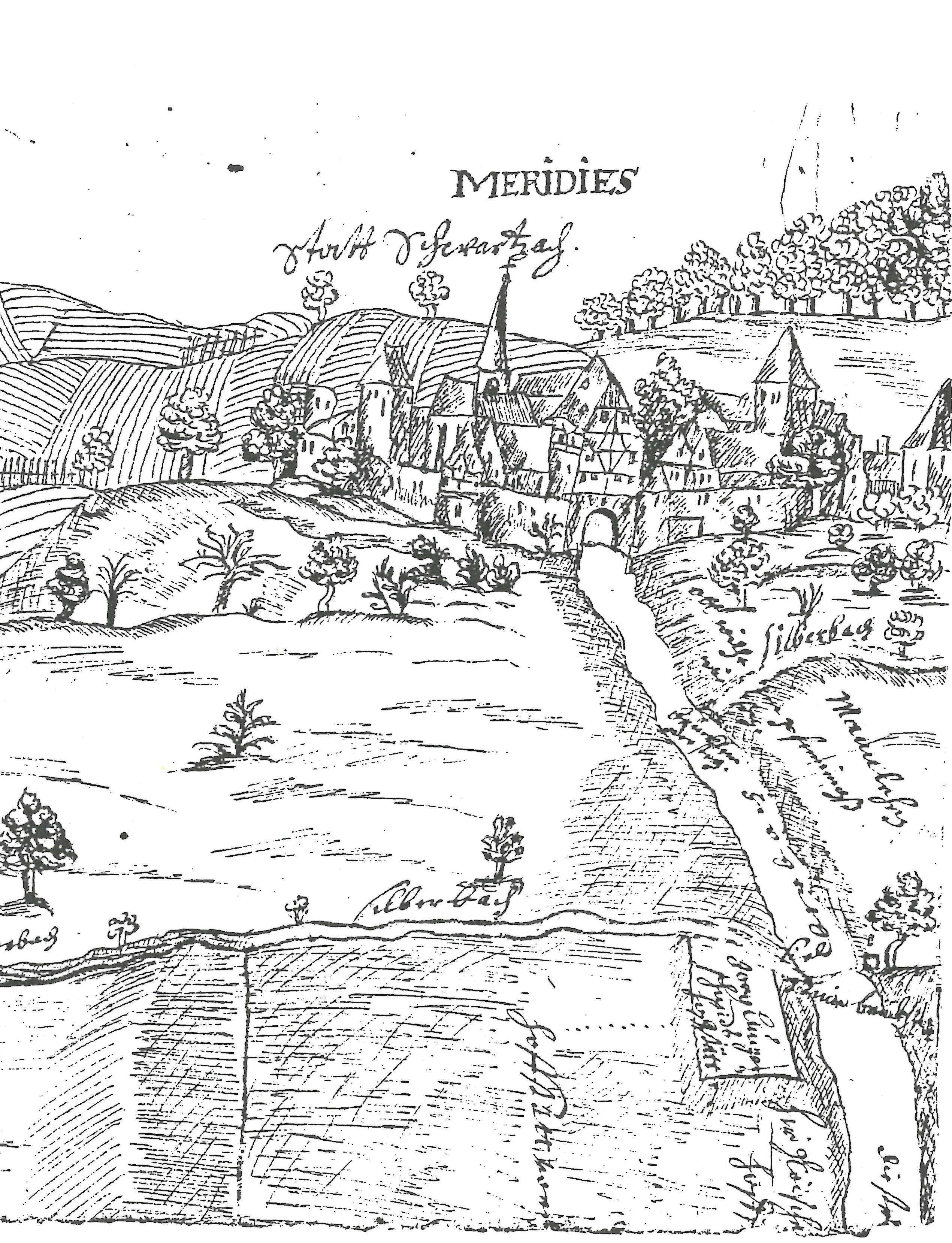
Darstellung von Stadtschwarzach um 1667 auf einer Gemarkungskarte

Im Jahr 1531 verkaufte das Kloster Münsterschwarzach seine verbliebenen Rechte an der Stadt, sodass die Siedlung nun vollständig in der Hand des Würzburger Bischofs war. 1554 wurde auch deshalb die Stadt in die Konflikte um den Markgrafen Albrecht Alcibiades hineingezogen, der das Hochstift plünderte. Am 13. Juni 1554 fand nahe bei der Stadt eine der Entscheidungsschlachten des sogenannten Markgrafenkrieges statt. Bereits 1546 hatten Truppen des Schmalkaldischen Bundes ihr Lager vor der Stadt aufgeschlagen. siehe auch: Schlacht von Stadtschwarzach
Die häufigen Angriffe und Belagerungen lösten einen schleichenden Niedergang der Siedlung aus. Dazu trugen auch zwei Missernten 1572 und 1574 bei, die die Nahrungsgrundlage der Ackerbürger von Stadtschwarzach zerstörten. 1585 wütete die Pest. Schließlich wurde das bisher selbstständige Stadtschwarzach um 1600 zum hochstiftischen Amt Dettelbach gezogen. Die ältere Zent als Gerichtssitz konnte die Stadt allerdings behalten.
Die Geschichte des Dreißigjährigen Krieges ist in Quellen des Stadtschwarzacher Archivs nicht gut fassbar. 1622 kam es zu ersten Scharmützeln zwischen Protestanten und Katholiken um die Stadt. Das benachbarte Hörblach wurde in der Folgezeit eine totale Ortswüstung, in Gerlachshausen lebte nur noch ein einziger Bewohner. Vielleicht sind die fehlenden Quellen ein Hinweis auf die Zerstörung des Archivs durch die Schweden, wie dies im nahegelegenen Volkach praktiziert wurde. 1662 verzichteten die Grafen zu Castell auf ihre Ansprüche auf das Zentgericht der Stadt.
Im Jahr 1714 wurde das Rathaus der Stadt in seiner heutigen Form errichtet, vielleicht war sein Vorgänger im Dreißigjährigen Krieg zerstört worden. Allerdings hatte Stadtschwarzach auch im 18. Jahrhundert unter Durchzügen und Einquartierungen zu leiden. 1758 musste man einem preußischen Corps Kontributionen leisten. 1792 lagen österreichische Truppen in Quartier. Der Mainübergang zwischen Schwarzenau und Stadtschwarzach, der inzwischen von einer Fähre bedient wurde, machte das Schwarzacher Becken zu einem Zentrum der Koalitionskriege in Franken. Ab 1800 überquerten Jahr für Jahr Truppen hier den Main.

### Neuzeit: In Bayern
Nachdem Napoleon Bonaparte im Jahr 1802 die linksrheinischen Gebiete, die zu Bayern gehörten, seinem neuen Kaiserreich zugeschlagen hatte, musste er die Verbündeten Bayern irgendwie entschädigen. Dies gelang ihm, indem er die seit dem Mittelalter existierenden geistlichen Territorien 1803 säkularisierte und in Kurpfalzbayern eingliederte. Stadtschwarzach, Teil des alten Hochstifts Würzburg, wurde bayerische Stadt. Das benachbarte Münsterschwarzach verlor seine Abtei.
Mit dem Frieden von Preßburg erhielt am 26. Dezember 1805 Ferdinand, Großherzog von Toskana, Würzburg. Er errichtete das Großherzogtum Würzburg, das allerdings nur wenige Jahre Bestand hatte. Nach Absprachen zwischen Österreich und dem jungen bayerischen Königreich verließ Ferdinand 1814 Würzburg. Am 21. Juni 1814 wurde die Stadt und damit ihr Umland endgültig Teil des Königreichs Bayern. Bereits 1811 war Stadtschwarzach Sitz eines Dekanats des Bistums Würzburg geworden.
Inzwischen gingen die Einquartierungen in den Befreiungskriegen weiter. 1812 wurde die Mainfähre zu einer schwimmenden Brücke ausgebaut, über die mehr Soldaten übersetzen konnten. Am 1. Mai 1812 überquerte auch Napoleon Bonaparte den Main. Mit der Auflösung des benachbarten Klosters ging ein wirtschaftlicher Niedergang einher, der sich auch auf die Stadt auswirkte. Verstärkt wurde dieser noch durch eine Missernte, die 1816 Stadtschwarzach heimsuchte.
Die Verantwortlichen, insbesondere der Magistrat der Stadt, entschieden schließlich 1818 auf die Vorrechte einer Stadt zu verzichten und fortan als Marktgemeinde zu firmieren. Dabei wurden vor allem Verwaltungskosten eingespart. Die äußeren Zeichen einer Stadt, symbolisiert durch die Befestigung, waren bereits um 1791 verschwunden, als man die meisten Mauern einriss und den Graben einebnete. Im 19. Jahrhundert verschwand das Würzburger Tor in Richtung des Maines.
Im Jahr 1866 wurde das Langhaus der Kirche neu aufgeführt. 1873 wurde der Vorläufer der heutigen Freiwilligen Feuerwehr gegründet und die Brandschutzbekämpfung damit zentralisiert. Im Ersten Weltkrieg starben insgesamt 20 Stadtschwarzacher auf Europas Schlachtfeldern, im Zweiten Weltkrieg waren 36 Tote zu beklagen. Zwei Häuser wurden von den vorrückenden Amerikanern im April 1945 in Brand geschossen, ehe der Ort kampflos eingenommen wurde.
Mit dem Anschluss an die Fernwasserversorgung Franken im Jahr 1956 wurde Stadtschwarzach unabhängig von den Brunnen der Gemeinde. Kurze Zeit später erhielt die ehemalige Stadt eine eigene Kanalisation. Mit der Gründung der Verbandsschule Schwarzacher Becken 1965 begann die kommunale Zusammenarbeit über Gemeindegrenzen hinweg. 1971 schlossen sich Stadtschwarzach, Schwarzenau und Hörblach zu einer Großgemeinde zusammen, 1973 schlossen sich Düllstadt, Gerlachshausen und Münsterschwarzach an.

### Ortsname
Der Ortsname verweist auf die Geschichte des Ortes und seine Lage. Stadtschwarzach wurde wahrscheinlich als Ausbauort durch das Kloster (Münster-)Schwarzach weiter im Süden gegründet. Deshalb erhielt der Ort den Namen des Gründungsklosters, der wiederum auf den durch Münsterschwarzach fließenden Bach verweist. Der Schwarzachbach wurde bereits von den germanischen Stammesverbänden etabliert und gibt mit seinem Namen Hinweise auf die dunkle Färbung des Bachbettes.
Die Endung -ach leitet sich vom althochdeutschen -aha ab, was so viel wie fließendes Wasser, Fluss bedeutet, ist aber von seinem Ursprung her bereits dem Indogermanischen entlehnt. Das Präfix Schwarz- gibt dagegen Hinweise auf eine dunkle Einfärbung des Wassers (vgl. Stadelschwarzach, Schwarzenau). Die junge Siedlung erhielt noch ein weiteres Präfix, Stadt-, das auf ihren städtischen, bürgerlichen Charakter im Gegensatz zum von Mönchen bewohnten Münsterschwarzach verweist. Zeitweise wurde die Stadt auch lediglich Schwarzach genannt.
Die Schreibweise Stadtschwarzach, oder, nach dem Verzicht auf die Stadtrechte, Markt Schwarzach, setzte sich erst im 18. Jahrhundert langsam durch. Im 14. Jahrhundert war von der „civitas Swarzach“ (lateinisch für Stadt Schwarzach) die Rede, daneben waren die Schreibweisen „Swarzcach“ (1326) und „Swartzach“ (14. Jahrhundert) üblich. In der Vergangenheit wurde auch die Bezeichnung Schwarzach synonym für die Stadt verwendet. Mit zwei Necknamen werden die Stadtschwarzacher von den Orten der Umgebung belegt. So nennt man sie Brotsäcke (bzw. mainfränkisch Broot’säck) und Speierlein (bzw. Schbajərli).

### Verwaltung und Gerichte
| Die folgenden Verwaltungseinheiten waren Stadtschwarzach übergeordnet. - bis um 1600: Amt Stadtschwarzach im Hochstift Würzburg - bis 1803: Amt Dettelbach im Hochstift Würzburg - bis 1862: Landgericht Dettelbach im Untermainkreis, ab 1837 Unterfranken - bis 1879: Bezirksamt Volkach in Unterfranken - bis 1973: Bezirksamt Kitzingen, ab 1939 Landkreis Kitzingen in Unterfranken - ab 1973: Ortsteil der Gemeinde Schwarzach am Main, Landkreis Kitzingen | Gerichtlich unterstand Stadtschwarzach folgenden Instanzen. - bis 1803: Zentgericht Stadtschwarzach im Hochstift Würzburg - bis 1862: Landgericht älterer Ordnung Dettelbach - bis 1879: Landgericht Dettelbach - bis 1943: Amtsgericht Dettelbach im Landgerichtsbezirk Würzburg - ab 1943: Amtsgericht Kitzingen im Landgerichtsbezirk Würzburg |

### Wappen
| | Blasonierung: „In Blau ein schräggestelltes, von Silber und Rot geviertes Fähnlein an goldener Stange.“ |
| Wappenbegründung: Das Stadtschwarzacher Wappen hat mehrere Vorgänger. So waren bei der ältesten Darstellung von 1396 noch zwei schräg gekreuzte Abtsstäbe als Symbol für den Stadtgründer, die Abtei, zu sehen. In einem Siegel von 1460 taucht erstmals das sogenannte Rennfähnlein als Symbol des Hochstifts Würzburg auf, das wohl nach dem Überfall der Kitzinger auf die Stadt aufgenommen wurde. Die Rückseite des Siegels war allerdings noch immer mit den Stäben belegt. Erst seit dem 16. Jahrhundert steht es allein im Wappen. | |

## Politik

### Vom Bürgermeister zum Ortssprecher
Verbunden mit dem schriftlich überlieferten Stadtrecht, erhielten die Bewohner Stadtschwarzachs im Hochmittelalter wahrscheinlich auch das Recht einen der ihren zum Bürgermeister zu wählen. Anders als bei vielen anderen Orten der Umgebung, die nicht dieses Recht besaßen, hatte der Bürgermeister echte Gestaltungsmöglichkeiten und war quasi das Oberhaupt der Stadt. Ihm gegenüber stand ein Schultheiß, der vom Abt von Münsterschwarzach bzw. später vom Fürstbischof von Würzburg eingesetzt wurde und die Interessen der Obrigkeit vertrat.
| Name              | Amtszeit  |
| ----------------- | --------- |
| Ulrich Butner     | gen. 1428 |
| Simon Falkenstein | gen. 1866 |
| Eduard Rogati     | gen. 1918 |

Mit dem Übergang an das Königreich Bayern zu Beginn des 19. Jahrhunderts wurde die Amtsteilung in Ober- und Unterbürgermeister abgeschafft. Fortan wurden auch die Amtszeiten der Bürgermeister länger, während in der mittelalterlichen und frühneuzeitlichen Stadt zumeist nach einem Jahr bereits eine neue Wahl stattfand. Durch den Aufstieg zu Staatsbürgern erhielten Stadtschwarzachs Bewohner nun Rechte und Pflichten und waren nicht mehr als Untertanen der jeweiligen Herrschaft unterstellt.
Mit der Gemeindegebietsreform verlor Stadtschwarzach seine jahrhundertelange Unabhängigkeit und wurde, einwohnerreichster Ortsteil der Gemeinde Schwarzach am Main. Erster Bürgermeister dieser neuen Gemeinde wurde der Stadtschwarzacher Hans Dresch junior, der sich zuvor in den örtlichen Vereinen engagiert hatte. Heute stammt der 1. Bürgermeister von Schwarzach am Main Volker Schmitt und einer seiner Stellvertreter, Ralf Henninger, aus dem Ortsteil.

### Einwohnerentwicklung
Konkrete Einwohnerzahlen liegen für Stadtschwarzach erst aus der zweiten Hälfte des 19. Jahrhunderts vor. So lebten 1875 lediglich 514 Menschen in der ehemaligen Stadt. 25 Jahre später war mit 461 Einwohnern das Allzeittief erreicht, das wohl auch auf den wirtschaftlichen Niedergang nach dem Verzicht auf die Stadtrechte zurückzuführen ist. Danach stiegen die Bevölkerungszahlen wieder an, vor dem Zweiten Weltkrieg lebten 607 Menschen in Stadtschwarzach.
Durch Flüchtlinge und Vertriebene wuchs die kleine Gemeinde während des Krieges stark. So lebten 1946 852 Menschen in Stadtschwarzach. Allerdings verlor Stadtschwarzach in den 1950er Jahren wieder viele dieser unfreiwilligen Einwohner wieder. Nichtsdestotrotz siedelten sich insbesondere in den Neubaugebieten der Ortschaft auch neue Familien an. Mit 941 lebten 1987 die meisten Menschen auf der Gemarkung. Heute hat der Ortsteil Stadtschwarzach etwa 1030 Einwohner.
| Jahr | Einwohner | Jahr | Einwohner | Jahr | Einwohner |
| ---- | --------- | ---- | --------- | ---- | --------- |
| 1875 | 514       | 1919 | 518       | 1952 | 774       |
| 1880 | 568       | 1933 | 546       | 1961 | 743       |
| 1890 | 505       | 1939 | 607       | 1970 | 883       |
| 1900 | 461       | 1946 | 852       | 1987 | 941       |

## Kultur und Sehenswürdigkeiten

### Baudenkmäler

#### Heiligkreuzkirche

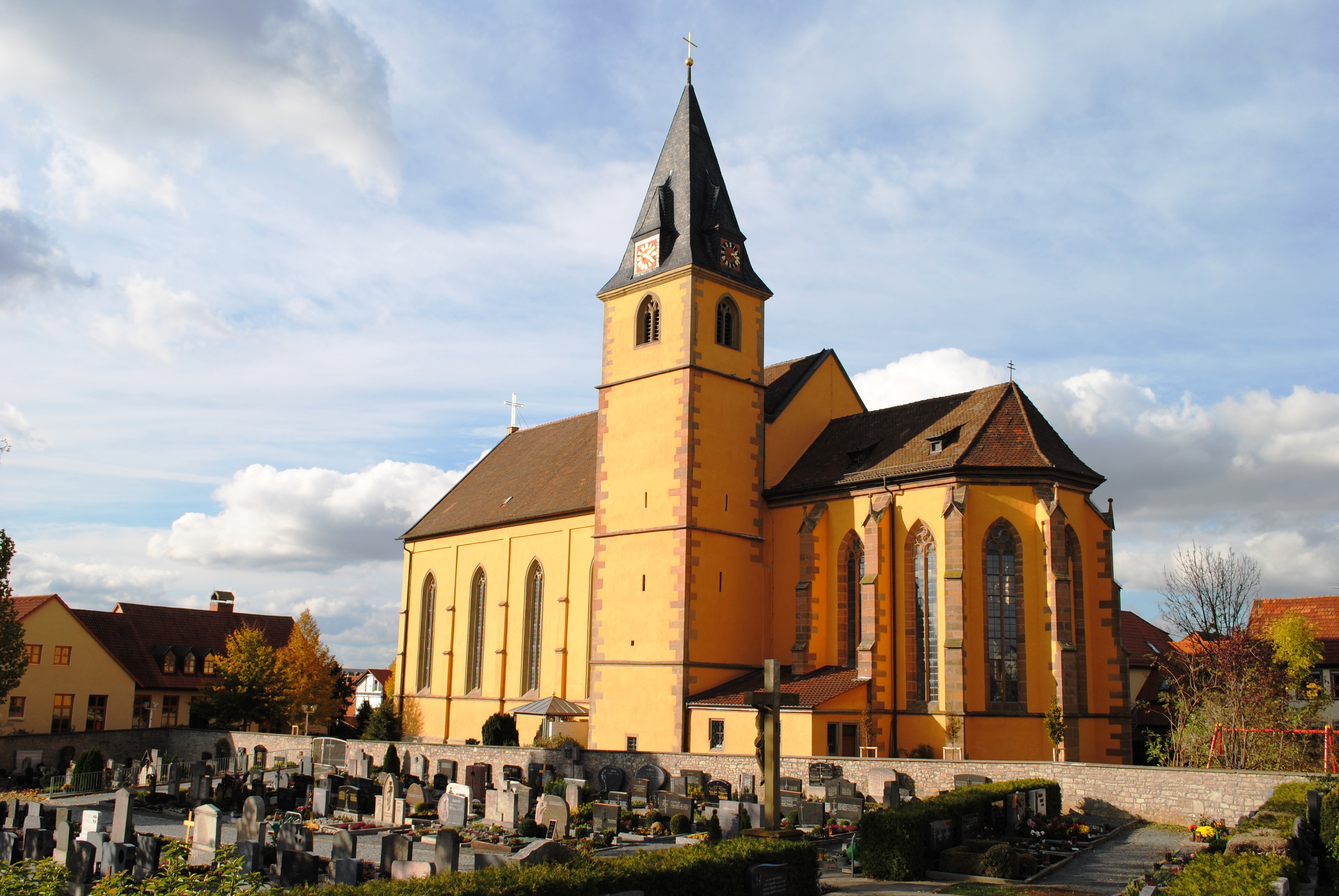
Die Heiligkreuzkirche vor dem Friedhof

Die katholische Pfarrkirche Heilig-Kreuz liegt, anders als bei vielen anderen mainfränkischen Städten, nicht im Zentrum der Siedlung, sondern wurde weit im Süden von Stadtschwarzach an der heutigen Kirchstraße errichtet. Sie wurde 1326 erstmals erwähnt und war zunächst eng mit der Abtei Münsterschwarzach verbunden, da die Äbte auch das Patronatsrecht ausübten. Dennoch besaß die Pfarrei Stadtschwarzach einen großen Sprengel, der bis in den Steigerwald reichte.
Die heutige Kirche entstand im 15. Jahrhundert, wobei der eingezogene Chor als letztes Element 1475 fertiggestellt wurde. 1866 riss man das spätmittelalterliche Langhaus ein, um mehr Platz für die Gläubigen zu haben (die Abteikirche war um 1840 verschwunden). Nach einem Blitzschlag im Jahr 1940 erhielt die Kirche den charakteristischen Pyramidenhelm. Der Turm selbst wurde im Zuge der Gegenreformation im 16. Jahrhundert um ein Geschoss erhöht.
Die Ausstattung der Heiligkreuzkirche ist von ihrer mittelalterlichen und frühneuzeitlichen Bedeutung geprägt. Ab der Mitte des 15. Jahrhunderts zog ein wundertätiges Vesperbild Wallfahrer in die Kirche. Hierzu trug auch der reiche Reliquienschatz bei, der eine Hirnschale des heiligen Stephan und Splitter des Steines umfasste, auf dem sitzend Jesus die Dornenkrone empfangen hatte. Besonders bedeutsam sind auch die Glocken, von denen zwei noch aus dem Mittelalter stammen.

#### Rathaus
Das Stadtschwarzacher Rathaus ist noch heute der Verwaltungsmittelpunkt für die Gemeinde Schwarzach am Main und liegt am Marktplatz der ehemaligen Stadt. Es wurde im Jahr 1714 neu errichtet, wobei es ein Jahr später bereits eingeweiht werden konnte. Oberhalb des Portals wurde ein Wappen des Fürstbischofs Johann Philipp von Greiffenclau zu Vollraths angebracht, der damals die Herrschaft über Stadtschwarzach innehatte. Drei weitere Bischofswappen (Echter, Aschhausen, Ehrenberg), die wohl alle erst im 18. Jahrhundert geschaffen wurden, verweisen auf die enge Verbindung der Stadt zu den geistlichen Herrschern.
Das Rathaus präsentiert sich als zweigeschossiger, traufständiger Walmdachbau. In Richtung Marktplatz wurde dem Bau ein kleiner Dachreiter aufgesetzt. Die Fenster weisen allesamt Ohrungen auf, lediglich neben dem an der Langseite angebrachten Portal mit gesprengtem Giebel ist ein spitzbogiger Tordurchgang aus dem Jahr 1876 zu finden. An der Marktplatzseite sind die Überreste eines Halsprangers in das Gebäude als Spolie eingelassen.

#### Engelwirtshaus

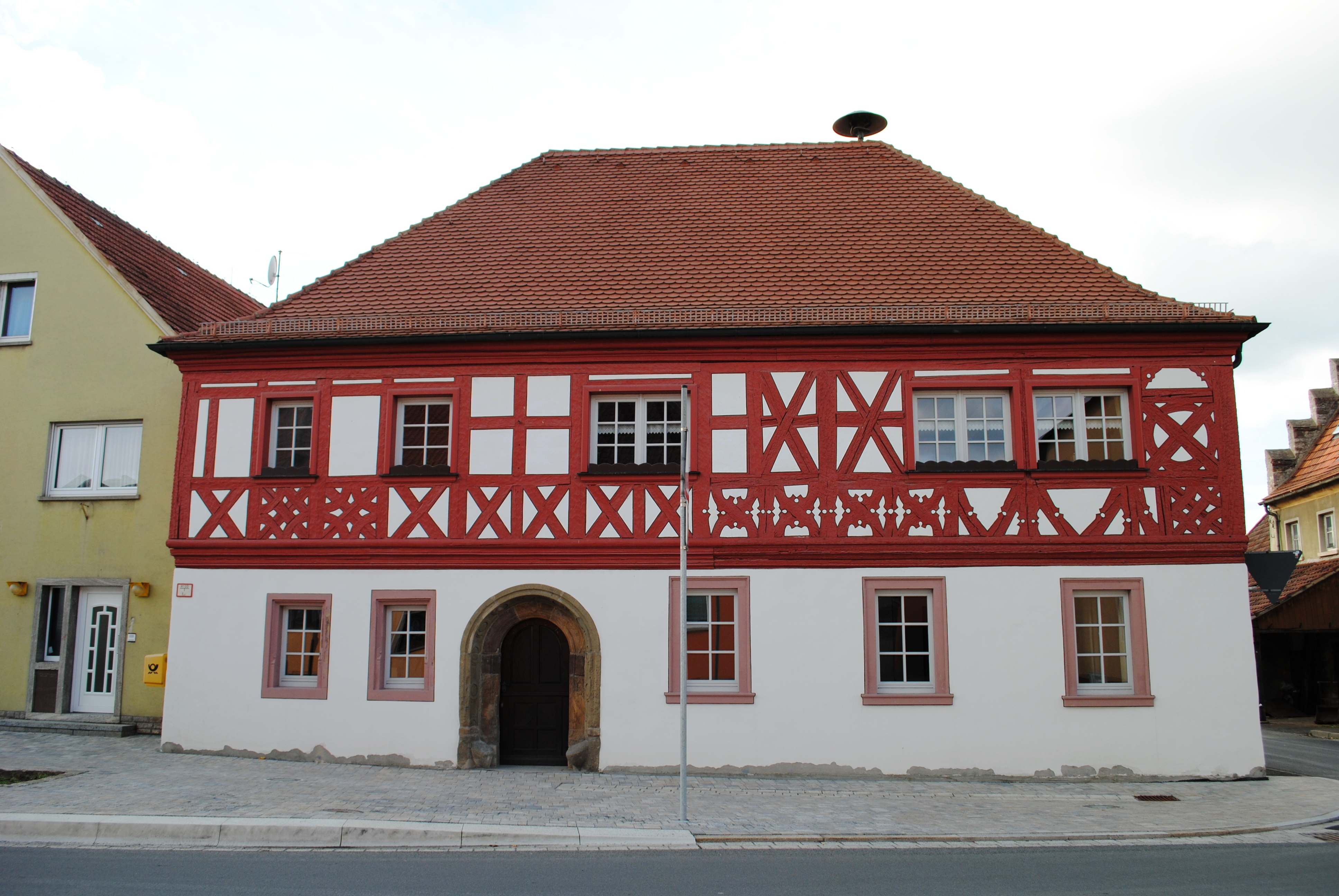
Das Engelwirtshaus am Rande des Marktplatzes

Ein besonders markantes Gebäude am Rande des ehemaligen Marktplatzes ist das sogenannte Engelwirtshaus. Es wurde bereits 1583 in seiner heutigen Form fertiggestellt und war lange Zeit als obrigkeitlich sanktionierte Schankstube eine wichtige, öffentliche Institution in der Stadt. Mit dem Niedergang der Stadt wechselte auch die Nutzung des Wirtshauses. Zunächst hatten mehrere Privatpersonen den Bau als Wohnhaus inne. Darunter auch die Familie Lang, nach der es lange Zeit auch Lang-Haus genannt wurde. Heute ist hier der Sitzungssaal der Gemeindeverwaltung und das Gemeindearchiv von Schwarzach am Main untergebracht.
Das Lang-Haus ist ein Traufseithaus in den Formen der Renaissance. Das Engelwirtshaus schließt mit einem Walmdach ab und wurde zweigeschossig errichtet. Auf der Straßenseite gliedern fünf einbahnige Rechteckfenster mit profilierten Gewänden den Bau. Besonders markant ist das Rundbogenportal aus Sandstein, das links und rechts von zwei Sitzpostamenten begleitet wird. Das Fachwerk im Obergeschoss wird aus unterschiedlichen Ornamenten, Kreuzfriesen und Andreaskreuzen gebildet.

#### Stadtmauerreste
Nur noch wenige Überreste haben sich von der ehemaligen Stadtbefestigung erhalten. Stadtschwarzach erhielt wohl bereits zusammen mit seiner Gründungsurkunde das Recht eine Befestigung aus Mauer, Graben und drei Toren zu errichten, sodass die erste Mauer ins 13. Jahrhundert zu datieren ist. Wahrscheinlich lag die Baulast bei den Bürgern, die die Mauer immer wieder renovierten und ausbesserten. Erst im Zuge der Verbesserung der Waffentechnik im Dreißigjährigen Krieg verlor die Mauer ihre militärische Bedeutung.
Ähnlich wie in anderen Mainstädten ließ man die Mauer in den folgenden Jahrhunderten verfallen und investierte nichts mehr in sie. Nach 1791 trieb man auch die Einebnung des Grabens voran, indem man die neu geschaffenen Grundstücke an Stadtbürger verloste, die sie gegen eine jährliche Gebühr bewirtschaften durften (Grabengärten). Die Mauer verschwand fast vollständig nach dem Verlust des Stadtrechts und der Graben wurde im 20. Jahrhundert überbaut. Heute erinnern in Grundstücke eingebaute Mauerreste insbesondere entlang der Straße Wiesenleite an die ehemalige Mauer. Das im 19. Jahrhundert abgebrochene Würzburger Tor wurde an seinem ursprünglichen Standort kenntlich gemacht.

#### Privathäuser und Höfe
Nur sehr wenige historische Baulichkeiten haben sich in Stadtschwarzach erhalten. Alle befinden sich im Inneren des Stadtmauerrings und spiegeln die bürgerliche Wohnkultur der Stadtschwarzacher wider. Ältestes Baudenkmal ist das Haus in der Schmiedsgasse 2 im Norden der ehemaligen Altstadt. Es entstammt dem 16. Jahrhundert und wurde als traufständiger, zweigeschossiger Satteldachbau mit einem Renaissance-Treppengiebel errichtet.
Etwa aus der gleichen Zeit stammt das Gebäude am Marktplatz 4. Zwar hat sich das eigentliche Wohnhaus nicht mehr erhalten, aber die zugehörige Scheune mit ihrem Krüppelwalmdach besteht weiter. Ein spitzbogiges Portal, das in die Scheune eingemauert wurde, kann der Nachgotik zugeordnet werden. In der Kirchgasse 5 hat sich an einem erneuerten Gebäude ein altes Gewände mit Ohrungen erhalten, das laut einer Inschrift aus dem Jahr 1743 stammt. Am gleichen Haus besteht eine Figur des heiligen Antonius aus den 1750er Jahren.

#### Bildstöcke und Kleindenkmäler
Als katholisch geprägte Gemeinde haben sich in Stadtschwarzach und seiner Gemarkung mehrere Bildstöcke oder Martern als Flurdenkmäler erhalten. Sie verweisen auf die Volksfrömmigkeit vergangener Jahrhunderte und wurden zur Ehre Gottes und als Wegzeichen gesetzt, oder hatten eine Mahnfunktion. Daneben befinden sich insbesondere in der ehemaligen Altstadt auch die typisch fränkischen Hausfiguren. Viele dieser Kleindenkmäler wurden im 20. Jahrhundert umfassend erneuert, ebenso stellte man auch Kopien auf.
Als ältestes Objekt der Volksfrömmigkeit in Stadtschwarzach kann eine Pietà identifiziert werden, die am Silberbach aufgestellt wurde und an der Wende vom 17. zum 18. Jahrhundert geschaffen wurde. Von 1716 ist dagegen ein sogenannter Kreuzschlepper am Marktplatz, der statt einer Bildtafel den kreuztragenden Christus zeigt. Ganz in der Nähe ist eine bürgerliche Wappenkartusche mit einem Adler zu finden, die von zwei Putten eingerahmt wird. Eine Immaculata, die ebenfalls aus dem 18. Jahrhundert stammt, ist an einer Hausecke am Marktplatz angebracht.
Etwas jünger sind mehrere Bildstöcke, die mit ihren Aufsätzen bereits die Formen des Rokoko zitieren. Sie besitzen zumeist einen gebauchten Sockel, einen rechteckigen Schaft und eine reich verzierte Bildtafel mit der Darstellung eines oder mehrerer Heiliger. In der Kirchgasse wurde der heilige Laurentius dargestellt, während in der Rosengasse der heilige Wendelin zu sehen ist. Von 1731 stammt eine Marter mit der Darstellung der Heiligsten Dreifaltigkeit und einer Marienkrönung. Besonders prächtig ist dagegen ein Stock an der Schweinfurter Straße, der eine Kreuzigungsszene zeigt. Allerdings ersetzte man ihn 1960 durch eine Kopie.
Bereits dem Klassizismus zuzurechnen ist ein Bildstock in der Kirchgasse 8, nahe der Pfarrkirche. Sein Aufsatz wurde mit vier Heiligenreliefs aus Metall gearbeitet. Aus dem 19. Jahrhundert stammt dagegen die Darstellung einer Pietà in einem der Neubaugebiete in der Bamberger Straße. Zugleich als Kriegerdenkmal dient dagegen ein Vesperbild im Zentrum des Marktplatzes, das 1920 für die Opfer des Ersten Weltkrieges geschaffen wurde.

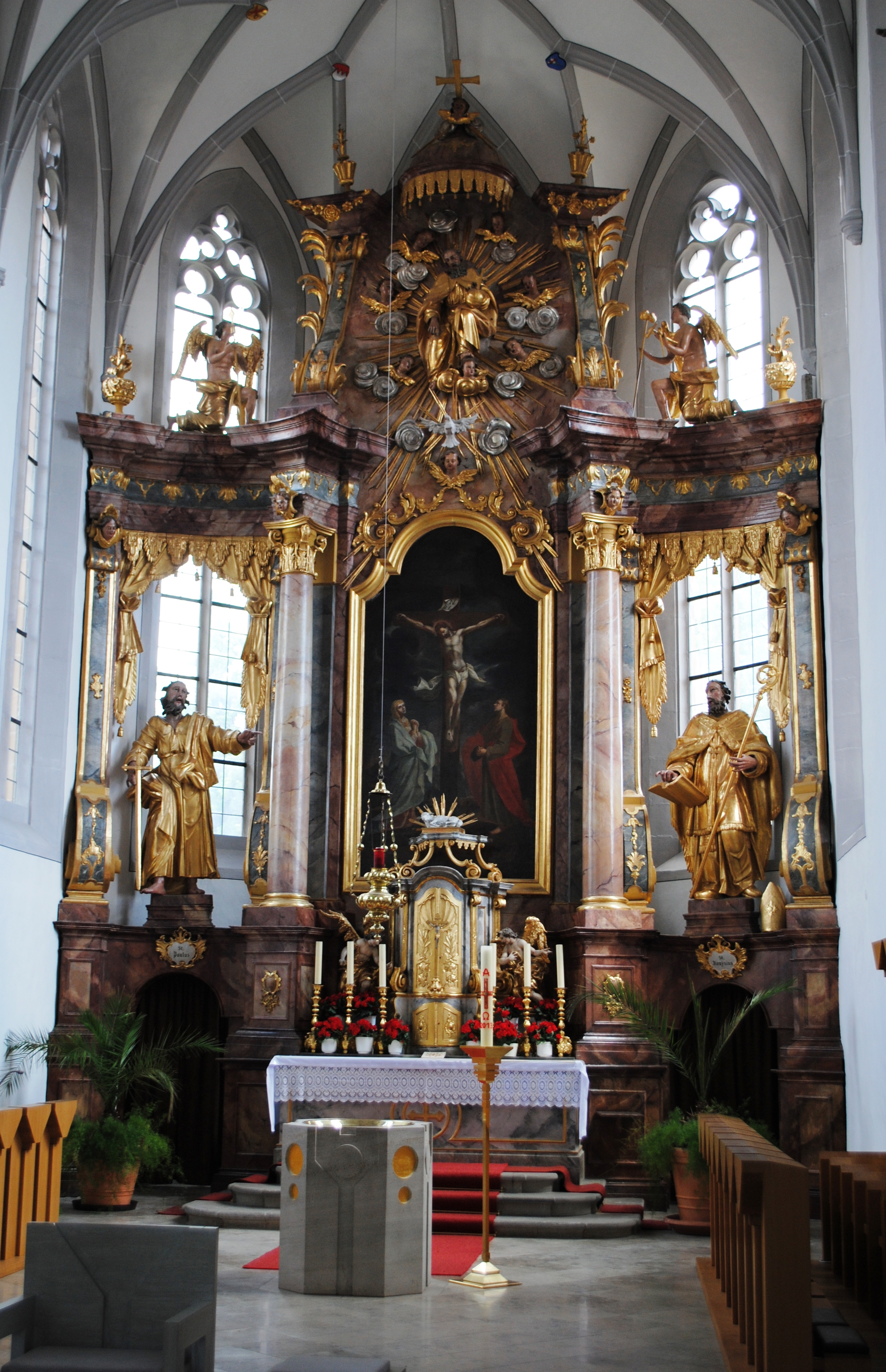
Der Hochaltar in der Kreuzkirche
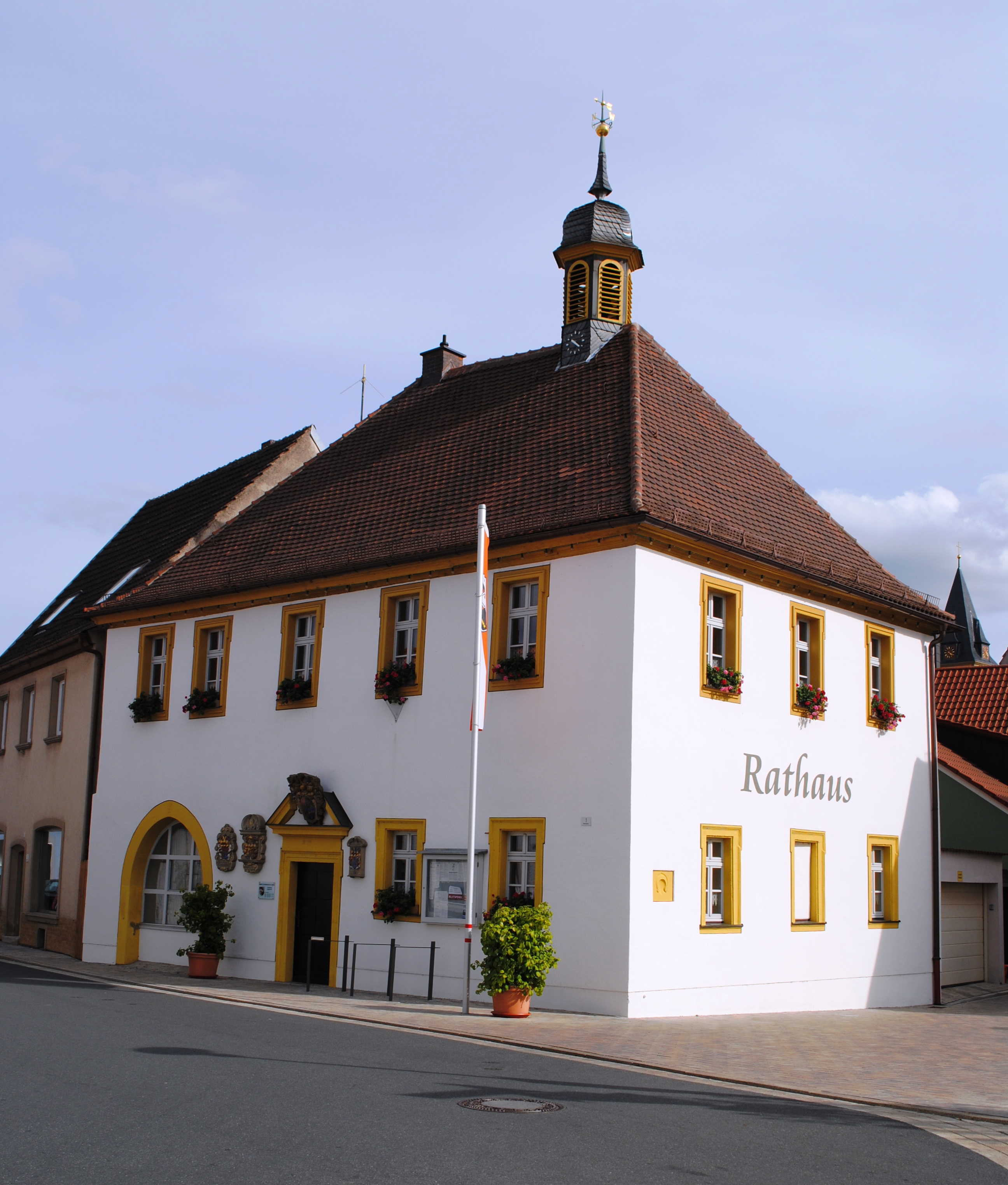
Das Rathaus am Marktplatz
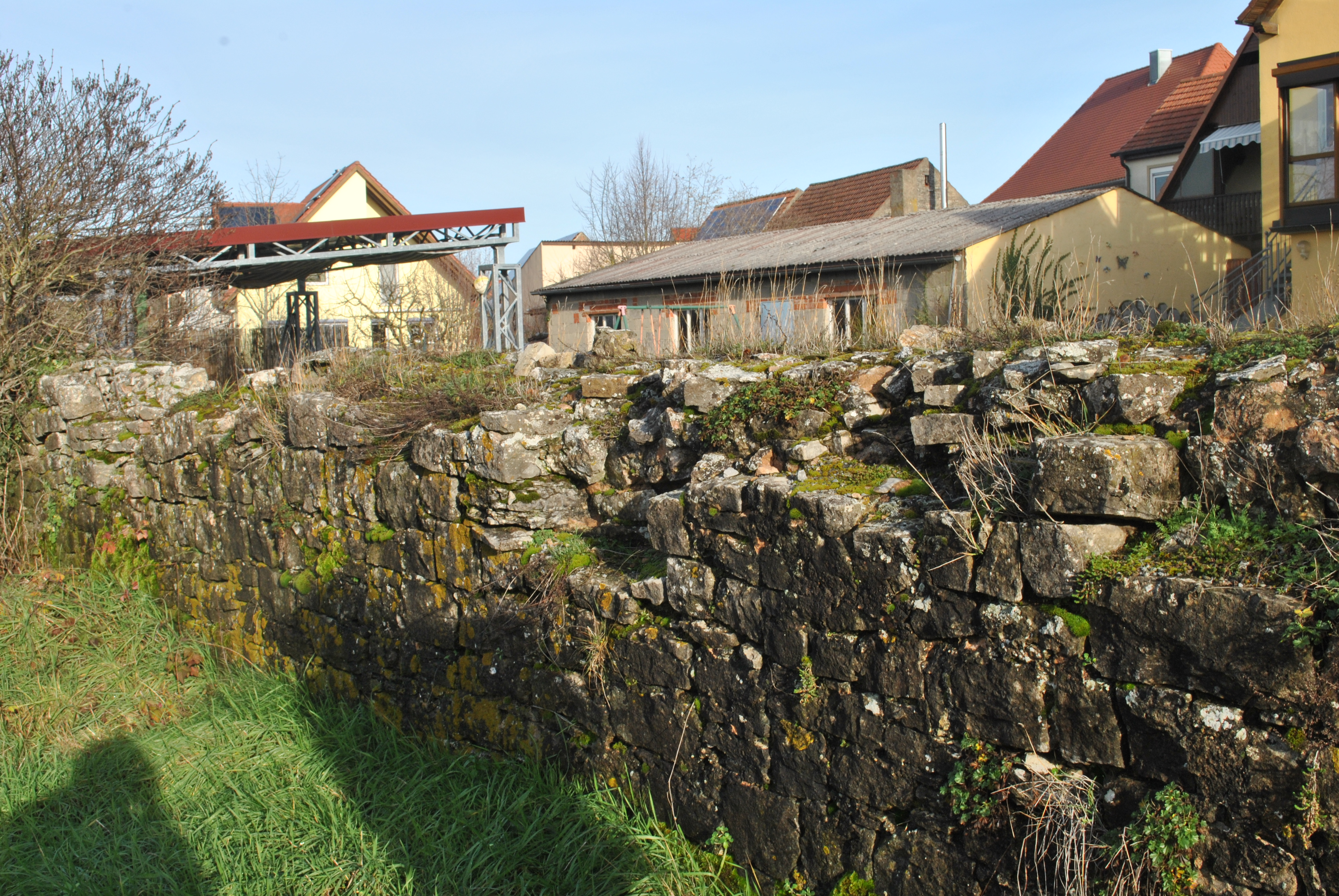
Stadtmauerreste im Nordwesten
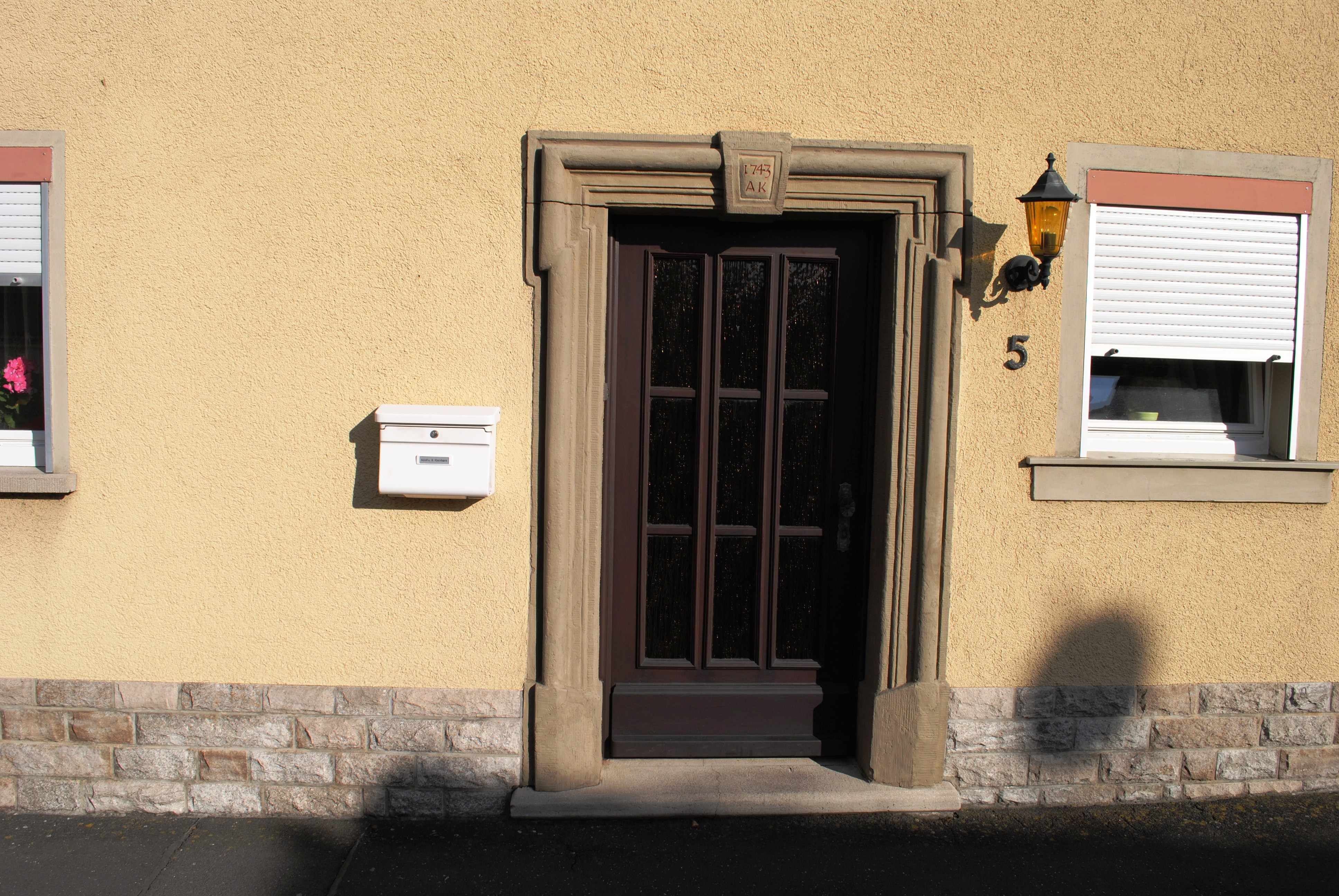
Das Türgewände von Haus Kirchgasse 5
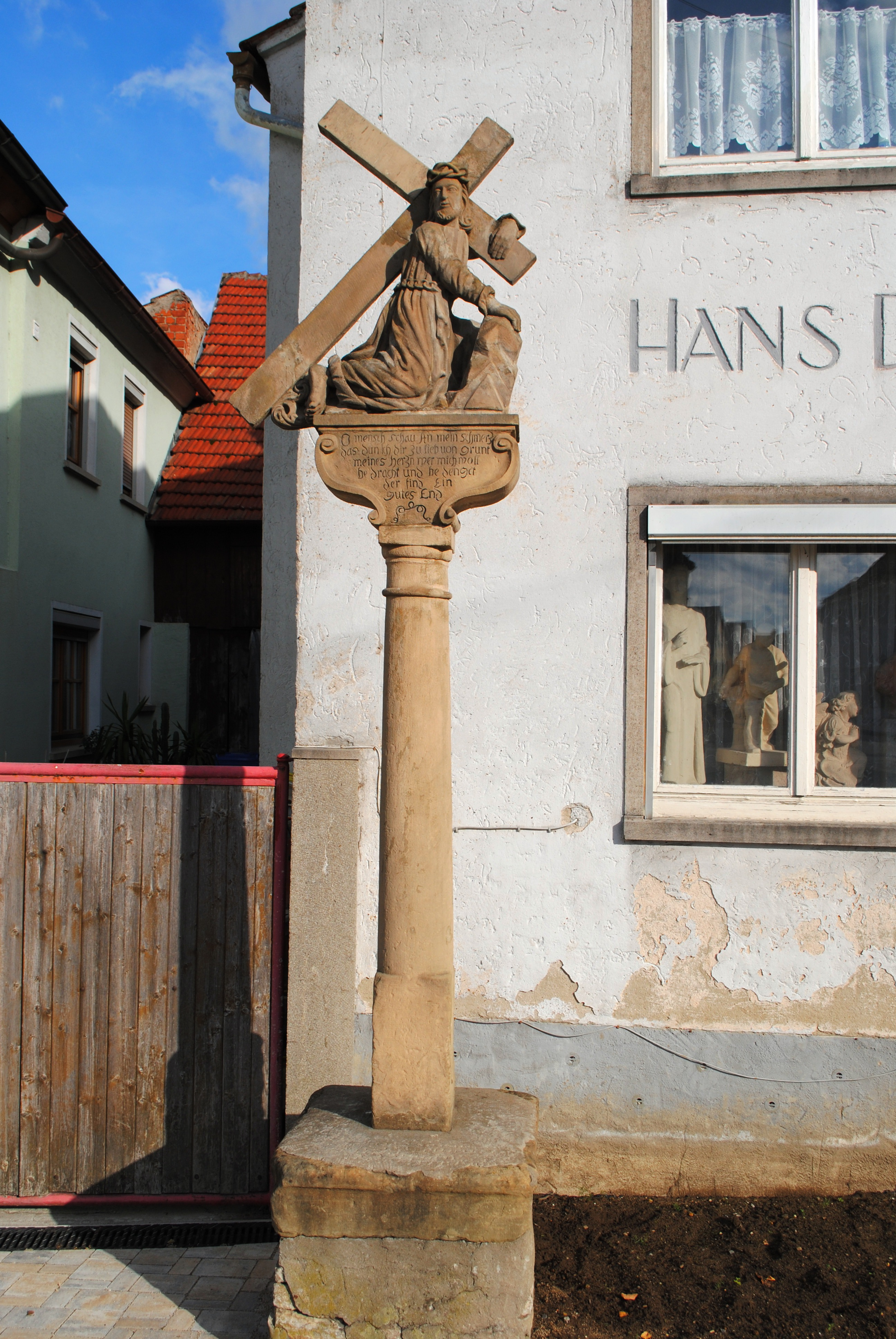
Der Kreuzschlepper am Marktplatz
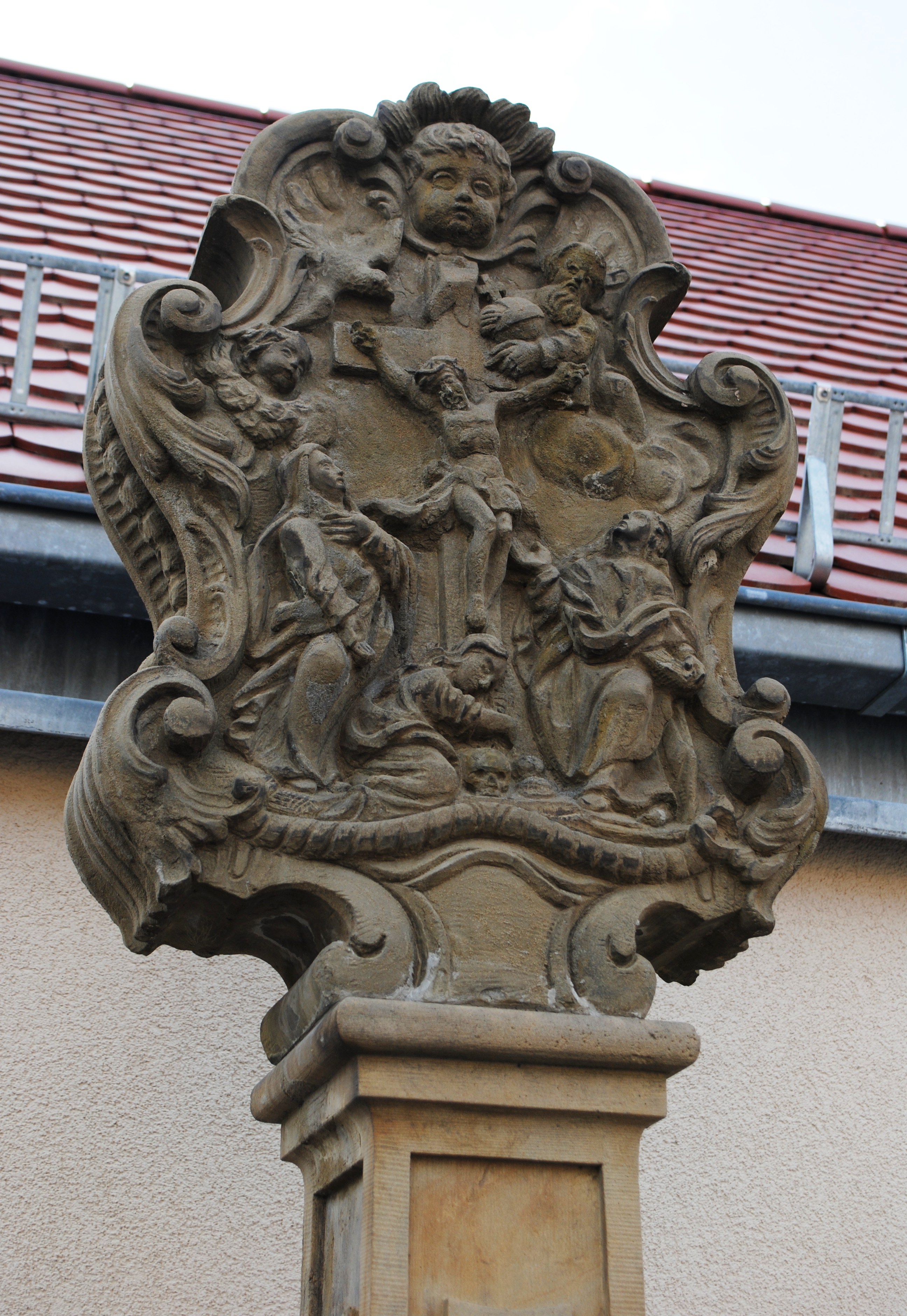
Der Aufsatz des Rokoko-Bildstocks an der Schweinfurter Straße
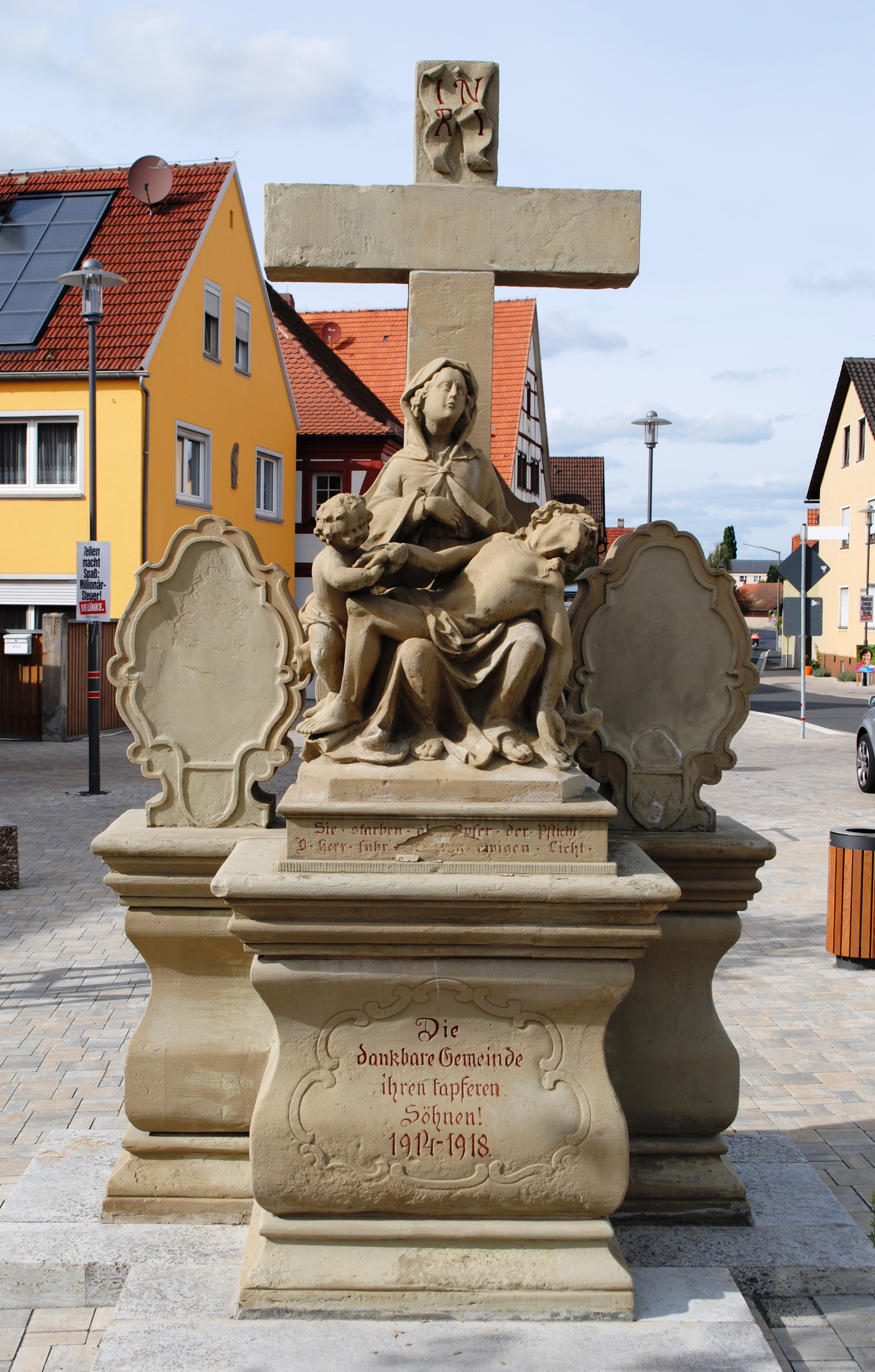
Die Pietà auf dem Marktplatz

### Bodendenkmal Altstadt
Die ehemalige Altstadt ist zwar nicht als Ensemble unter Schutz gestellt, allerdings werden die untertägigen Überreste und die Strukturen des Stadtschwarzacher Ortskerns vom Bayerischen Landesamt für Denkmalpflege als Bodendenkmal verzeichnet. Die Stadtschwarzacher Altstadt entstand wohl im Zuge einer Verlegung der zum Kloster gehörenden Siedlung mit Bediensteten und Angestellten der Abtei. Dabei nahm man mit Blick auf den historischen Straßenverlauf diese Gründung im Süden des Klosters vor.
Stadtschwarzach präsentierte sich in Mittelalter und Früher Neuzeit als sogenannter Rundling, als geplant angelegte Siedlung mit einem nahezu kreisrunden Grundriss. Einzige Zugänge zur Stadt waren das Schweinfurter oder Münsterschwarzacher Tor im Norden, das Hörblacher oder Würzburger Tor im Südwesten und das Düllstadter oder Bamberger Tor im Südosten. Zentrum der Siedlung war der Marktplatz, auf den alle Hauptstraßen zuführten. Die kleinräumige Struktur der Stadt stand lange Zeit im Kontrast zur weitläufig angelegten Abtei.

### Kreuzbruderschaft und Seelhaus
Zwei Institutionen prägten das geistliche Leben von Stadtschwarzach in der Vergangenheit entscheidend mit. Beide wurden an der Wende vom 15. zum 16. Jahrhundert vom Ritter Nicolaus (Clas) Crontal von Dettelbach gegründet, der als Würzburger Rat und Siegelbewahrer zu einigem Wohlstand gekommen war. Es handelt sich um die sogenannte Kreuzbruderschaft, die mit der Wallfahrt zur Stadtschwarzacher Pfarrkirche eng verbunden war und das Seelhaus, das für arme, auswärtige Pilger ins Leben gerufen wurde. Unklar ist, wann beide Institutionen verschwanden.
Nicolaus von Dettelbach gründete bereits 1488 die Kreuzbruderschaft und bestimmte unter anderem die jeweiligen amtierenden Pfarrer der Stadt zu ihren Prokuratoren. Im Jahr 1602 wurde das Bruderschaftsbuch durch den Pfarrer Sigismund Wermerskirchius neu aufgelegt, wohl weil die Bruderschaft einzuschlafen drohte. 1610 bestätigte der Würzburger Fürstbischof die Neugründung. Der Kreuzbruderschaft gelang es viele Mitglieder auch außerhalb des Hochstifts Würzburg zu gewinnen. Prozessionen und vor allem die Zurschaustellung der in der Kreuzkirche aufbewahrten Partikel vom Wahren Kreuz ließen sie zu einem religiösen Mittelpunkt Frankens werden.
Seit der Mitte des 15. Jahrhunderts bestand deshalb auch eine Wallfahrt nach Stadtschwarzach, die allerdings zumeist von ärmeren Pilgern aufgesucht wurde. Deshalb stiftete Nicolaus von Dettelbach am 19. November 1501 ein Seelhaus, das der Gottesmutter und der heiligen Elisabeth unterstellt werden sollte. Zunächst bestand lediglich ein unbebauter Platz, der, zusammen mit den Mitteln für einen Neubau den Bürgermeistern übergeben wurde. Die richteten vorläufig eine Herberge im Haus von Hans Beyfuß ein und mussten nach der Fertigstellung den Nachkommen des Stifters Rechenschaft ablegen.

### Miniaturen in der Bischofschronik
Die Würzburger Bischofschronik des Lorenz Fries (Histori der bischofen zu Wirtzburg, 1546) ist eines der bedeutenden Dokumente zur Geschichte des mittelalterlichen und frühneuzeitlichen Hochstifts Würzburg. Insgesamt drei Versionen des Werkes konnten nachgewiesen, die vom Geheimschreiber der Bischöfe Lorenz Fries oder von seinem Nachfolger Johann Schätzler geschaffen wurden. Die 192 Miniaturen und 176 Wappenbilder wurden von Martin Seger und seiner Werkstatt gearbeitet.
Mit drei Darstellungen in der Bischofschronik nimmt Stadtschwarzach eine besondere Rolle innerhalb des Werkes ein. Wahrscheinlich spielten die häufigen, kriegerischen Auseinandersetzungen, von denen die Stadt im 15. Jahrhundert heimgesucht wurde, eine Rolle bei der Auswahl der Motive. Auf Folio 225r ist der Überfall des Erkinger von Seinsheim am 3. Februar 1430 zu sehen. Rechts wurden die anrückenden Reiter dargestellt, die Stadt selbst nimmt die linke Seite des Bildes ein. Sie entstammt mit ihren vielen Türmen wohl der Fantasie des Zeichners.
Auf Folio 313r ist ein Ereignis dargestellt, das sich unter dem Amtmann Lamprecht von Seckendorff ereignet haben soll. Seckendorff soll die Bürger der Stadt mit Abgaben schwer belastet haben. Im Jahr 1457 ließ er sogar den Rat der Stadt zusammentreten und nahm die vier reichsten gefangen, um Lösegeld zu erpressen. Allerdings wird auf der Miniatur nur die Festnahme von drei Räten dargestellt. Die Darstellung ist sehr anschaulich, so werden die Häscher Seckendorffs in einer Art gleichfarbigen Uniform gezeigt.
Die Ereignisse des Jahres 1460 werden dagegen auf Folio 319r dargestellt. Der Überfall des markgräflichen Amtmannes Georg von Gebsattel ist auf dem Bild bereits gescheitert und seine Soldaten fliehen durch ein Loch in der Stadtmauer, das durch die Unachtsamkeit des Bürgers Stumpf, der seinen Posten auf dem Thomaserker verließ, entstehen konnte. Bemerkenswert ist die Kitzinger Stadtflagge mit der Brücke, die die vermeintlichen Eroberer von Stadtschwarzach auf einem Stadtturm hissten.

### Lourdeskapelle

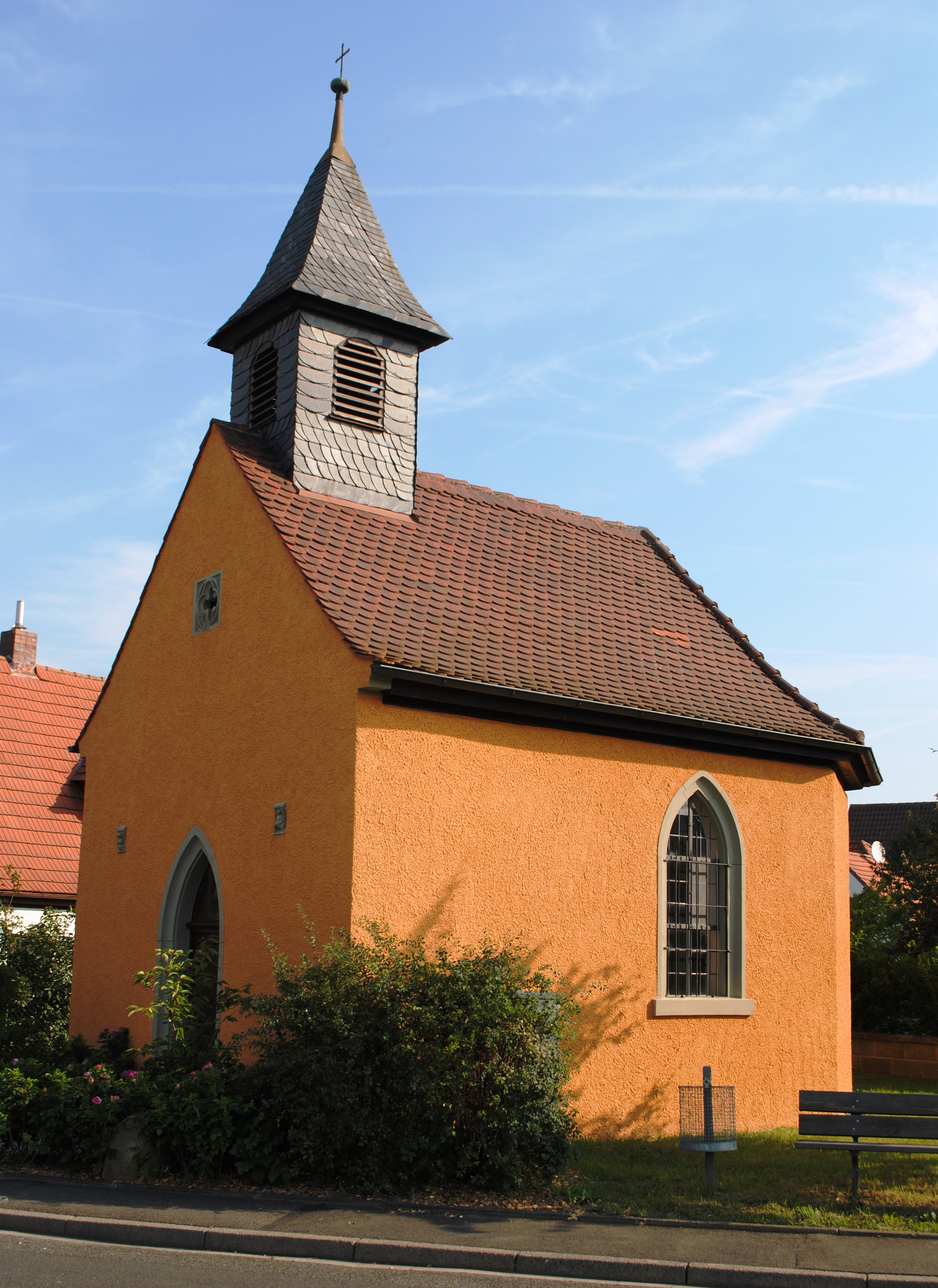
Die Lourdeskapelle in der Kolpingstraße

Die kleine Kapelle am Rande der ehemaligen Altstadt wurde im letzten Jahrzehnt des 19. Jahrhunderts errichtet. Damals gelangte eine Darstellung der Madonna von Lourdes aus dem französischen Wallfahrtsort nach Stadtschwarzach. 1892 wurde die Kapelle vom Ortspfarrer geweiht. Die kleine Kirche präsentiert sich als Saalbau. Sie ist geostet und weist einen polygonalen Chorabschluss auf. Im Inneren wurde von einem örtlichen Künstler ein Freskenzyklus zum Leben Mariens angebracht.

### Regelmäßige Veranstaltungen
Mehrere regelmäßige Veranstaltungen prägen den Jahresverlauf in Stadtschwarzach. Sie sind zumeist christlichen Ursprungs und werden im katholischen Ortsteil noch heute gefeiert. Besonders alt ist die Wallfahrtstradition Stadtschwarzachs. Im 15. Jahrhundert zog eine wundertätige Muttergottesfigur viele Pilger hierher. Insbesondere die Mönche des nahen Münsterschwarzachs besuchten den Nachbarort am Mittwoch nach der Karwoche, am Palmsonntag und in den Pfingsttagen.
Im Gegenzug besuchten auch die Stadtschwarzacher häufig das Kloster und seinen reichen Reliquienschatz. Nachdem die Stadtschwarzacher Kirche im Bauernkrieg 1525 ihre Reliquien verloren hatte, schlief die Wallfahrt hierher langsam ein. Erst im 18. Jahrhundert begannen die Stadtschwarzacher einmal im Jahr nach Gößweinstein zu pilgern. 1753 sollen 1600 Personen aus „Stadt Schwarzag“ ins heutige Oberfranken gelaufen sein. Um 1900 schrieb der Stadtschwarzacher Christof Kieser der Wallfahrt Heilung von einer Krankheit zu.

## Wirtschaft und Infrastruktur

### Wirtschaft
Die Gründung der Stadt Stadtschwarzach, die wohl in staufischer Zeit durch das Kloster Münsterschwarzach erfolgte, hatte vor allem wirtschaftliche Gründe. So bildete die Siedlung eine Handelsniederlassung an einer Mainfurt, die zwischen dem Würzburger Umland und dem Steigerwaldvorland bis nach Bamberg vermittelte. Die Lebensgrundlage der Bevölkerung war allerdings die Landwirtschaft. Daneben betrieb man auch Weinhandel mit Produkten aus der näheren Umgebung, die bis ins heutige Sachsen verkauft wurden.
Die Märkte, die der Stadt mit ihrer Gründung gewährt wurden, waren wohl nur von regionalem Interesse. Im 15. Jahrhundert besaß Stadtschwarzach zwei Jahrmärkte und einen wöchentlich abgehaltenen Markt für den täglichen Bedarf. Im Jahr 1810 wurden immerhin noch vier Jahrmärkte abgehalten. Der Weinhandel war aber inzwischen, vor allem durch den Wegfall des Klosters als Abnehmer, zurückgegangen. Dieser Niedergang führte ebenfalls zum Verzicht auf das Stadtrecht im Jahr 1818.
Heute spielt für Stadtschwarzach vor allem das Industriegebiet im Osten der Gemarkung eine wirtschaftliche Rolle. Hier entstand 1978 das Modeunternehmen René Lezard und zog mehrere vergleichbare Anbieter an, darunter das Modeunternehmen Minx von Eva Lutz, die in Stadtschwarzach Outletstores eröffneten. René Lezard meldete 2019 Insolvenz an, sodass der Standort Stadtschwarzach wohl von der Schließung bedroht ist. Für Stadtschwarzach sind ebenfalls die Betriebe der Abtei Münsterschwarzach von Bedeutung. Dazu gehören der Vier-Türme-Verlag und große Gartenbaubetriebe.
Stadtschwarzach ist das Grundversorgungszentrum der Gemeinde Schwarzach am Main. Hier haben sich Bäckereien und Metzgereien angesiedelt. Ebenso unterhalten die Raiffeisenbanken und die Sparkasse Kitzingen hier Filialen. Echte Supermärkte sind im nahen Dettelbach oder im nächsten Mittelzentrum Volkach zu finden. Der Ausflugstourismus erlebte in den letzten Jahren eine Förderung, die Gemeinde Schwarzach am Main ist in den sogenannten „Dorfschätzen“ organisiert und wird außerdem zur (inoffiziellen) Tourismusregion Volkacher Mainschleife gezählt. Das Hauptziel für Touristen ist allerdings die Klosterkirche im benachbarten Münsterschwarzach.

### Verkehr
Stadtschwarzach ist heute ein bedeutender Verkehrsknotenpunkt im nördlichen Landkreis Kitzingen. Die Entstehung der Stadt im Hochmittelalter hängt wohl bereits eng mit ihrer Lage zusammen. Im Westen der heutigen Stadt war eine Furt nahe Schwarzenau zu finden, an der sich eine Fähre entwickelte, die bis ins 20. Jahrhundert bestand und dann durch eine Mainbrücke ersetzt wurde. Daneben führte eine Geleitstraße von Kitzingen kommend in Richtung (Volkach-)Schweinfurt durch Stadtschwarzach.
Südwestlich von Stadtschwarzach kreuzen sich heute die Bundesstraße 22, die hier von Bamberg kommend endet, mit der Staatsstraße 2271 (Schweinfurt-Kitzingen) und der Staatsstraße 2450 (Dettelbach). Die Staatsstraße 2271 verlief zunächst durch den Ort und wurde nach 1973 als Umgehungsstraße neu errichtet. Für die innerörtliche Erschließung spielen die Bamberger Straße, die Hörblacher Straße (innerhalb der Altstadt Würzburger Straße) und die Schweinfurter Straße eine Rolle, die sich alle am historischen Marktplatz im Stadtschwarzacher Zentrum treffen.
Die Schifffahrt auf dem Main spielt für Stadtschwarzach keine Rolle, der nächste Flusshafen ist in Kitzingen, eine Mainlände in Volkach zu finden. Zwei Bushaltestellen sind in der Gemarkung von Stadtschwarzach zu finden. Es sind dies die Haltestelle Abzweigung Hörblach und die Haltestelle Post im Ortskern. Sie werden von zwei Linien der OVF angefahren, Linie 8108 (Würzburg-Dettelbach-Nordheim am Main) und 8110 (Kitzingen-Dettelbach/Schwarzach-Volkach).

### Bildung
Die ehemalige Stadt besaß bereits im Mittelalter eine Schule, ein Schulmeister wird in den Quellen mehrfach genannt. Unter Bischof Julius Echter von Mespelbrunn wurde die örtliche Schule neu errichtet. Heute ist in den Räumlichkeiten der alten Volksschule in der Kirchgasse im Süden der Altstadt der Kindergarten St. Josef untergebracht, der am 17. Februar 1967 gegründet wurde. Er umfasst zwei Gruppen und eine Krippengruppe.
Daneben ist Stadtschwarzach eine der Gründungsgemeinden der Verbandsschule Schwarzacher Becken, deren Baulichkeiten auf einer Wiese zwischen Stadtschwarzach und Münsterschwarzach errichtet wurden. 1962 schlossen sich Düllstadt, Gerlachshausen, Münsterschwarzach und Stadtschwarzach zu einem der ersten Schulverbände in Unterfranken zusammen. Im Jahr 1965 öffnete die Schule ihre Pforten. Der Sprengel der Grundschule umfasst heute alle Ortsteile der Gemeinde Schwarzach am Main.
Stadtschwarzach liegt im Sprengel des Mittelschulverbundes Dettelbach-Volkach und ist der Rudolf-von-Scherenberg Mittelschule in Dettelbach zugeordnet. Weiterführende Schulen können mit der Mädchenrealschule in Volkach und mit der Realschule in Dettelbach besucht werden. Gymnasien gibt es in Münsterschwarzach (Egbert-Gymnasium), Volkach-Gaibach (Franken-Landschulheim Schloss Gaibach), Wiesentheid (Steigerwald-Landschulheim) und Kitzingen (Armin-Knab-Gymnasium).

### Vereine und Verbände
Aufgrund der Größe des Ortes und seiner zentralen Lage, existieren die meisten Vereine der Gemeinde Schwarzach in Stadtschwarzach. Eine besondere Tradition besitzt die Freiwillige Feuerwehr, deren Vorgänger auf eine private Initiative des Feldwebels Franz Anton Ungemach aus dem Jahr 1873 zurückging. Offiziell gründete sich die Wehr am 10. Februar 1877. Zeitweise war sie im Engelwirtshaus im Zentrum des Ortes angesiedelt, 1990 erhielt die Feuerwehr ein eigenes Haus. Heute unterhält die Feuerwehr einen Einsatzleitwagen (ELW 2), zwei Löschgruppenfahrzeuge (LF 16/12, LF 16/16) und eine Anhängeleiter (AL 18). Amtierender Kommandant ist Christoph Dülch.
Weitere, ältere Vereine sind der Gesangverein Stadtschwarzach, der sich 1910 gründete. Initiator war der Bildhauer Hans Dresch, dessen Sohn und Enkel gleichen Namens, den Verein bis heute führen. 1912 erhielt der Gesangverein eine eigene Fahne. Aus dem Gesangverein gründete sich 1945/1946 ein gemischter Chor aus, 1999 entstand ein Kinderchor. 2005 erhielten die Mitglieder einen neuen Proberaum im alten Schulhaus von der Gemeinde zur Verfügung gestellt. Weitere Vereine vor Ort sind:

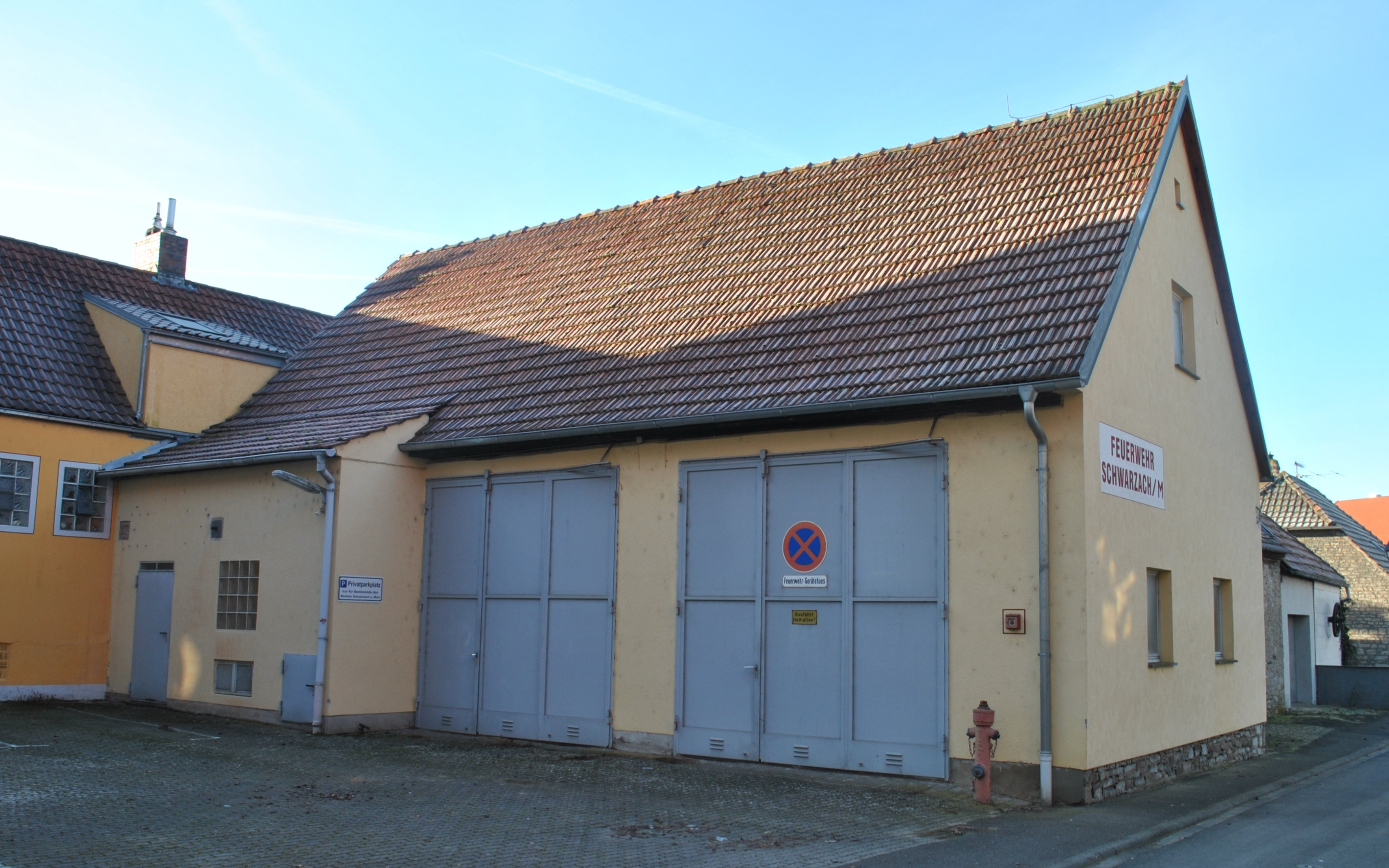
Das Feuerwehrhaus in der Schmiedsgasse

| - Bläserecho Stadtschwarzach - CSU OV Schwarzach am Main - Dreifaltigkeitsverein Stadtschwarzach - FC Bayern Fanklub Schwarzach 1995 e. V. - F + M Kreis Schwarzach a. Main - Freie Christliche Wählergemeinschaft Schwarzach am Main - Kindergartenverein St. Josef Stadtschwarzach | - Kolpingfamilie Stadtschwarzach - Pfadfinderschaft St. Georg Stadtschwarzach (Gründung 1962) - SC Schwarzach e. V. - Siedlerbund Schwarzach am Main - SV Stadtschwarzach 1949 e. V. - VdK OV Schwarzach am Main - Verein der Mainjugend Schwarzach am Main |

## Persönlichkeiten
- Albrecht Dürer (1471–1528), Maler, Dürer nächtigte auf seiner Hollandreise vom 13. auf den 14. Juli 1520 in „Schwarcach“[46]
- Wilhelm von Grumbach (1503–1567), Reichsritter und Amtmann von Dettelbach und Stadtschwarzach 1528–1531 und 1541–1544, ermordet von Christoph Kretzer, seinem Diener und Amtsverweser von Stadtschwarzach[47]
- Sigismund Wermerskirch(er) (gen. 1594–1610), Stadtpfarrer und Humanist, Wermerskircher schrieb 1602 eine Ortsgeschichte von Dettelbach
- Josef Gutenäcker (1800–1866), Historiker und Numismatiker[48][49]
- Hans A. Dresch (1923–), Bildhauer, lernte 1935 bis 1939 in der Maxschule Würzburg bei Dikreiter und Rother, danach bei Frater Maurus im Kloster Münsterschwarzach und an der Akademie der bildenden Künste in München, Schwerpunkt auf kirchliche Kunst[50]